# Llista de topònims de Granollers
Llista de topònims (noms propis de lloc) del municipi de Granollers, al Vallès Oriental
Informació actualitzada per un bot. Els canvis manuals es perdran quan s'actualitzi!

## Stolperstein
| imatge | Nom                                     | Ubicat a   | instància de                | Detalls                             | coordenades                                                                                                | Protecció | Commons (més fotos) | Dades a WD                    |
| ------ | --------------------------------------- | ---------- | --------------------------- | ----------------------------------- | --- | --------- | ------------------- | ----------------------------- |
|        | Stolperstein de Josep Pibernat Parés    | Granollers | Stolperstein                | 21st century                        | 41° 36′ 47″ N, 2° 17′ 27″ E / 41.61315°N,2.29091°E ca:Carrer de Francesc Tarafa, 92                        |           |                     | Modifica les dades a Wikidata |
|        | Stolperstein de Josep Pont Antigas      | Granollers | Stolperstein                | Creador: Gunter Demnig 21st century | 41° 36′ 31″ N, 2° 17′ 14″ E / 41.60856°N,2.28728°E ca:Plaça de les Olles                                   |           |                     | Modifica les dades a Wikidata |
|        | Stolperstein de Miquel Jané Bauras      | Granollers | Stolperstein                | Creador: Gunter Demnig 21st century | 41° 36′ 20″ N, 2° 17′ 09″ E / 41.60565°N,2.28572°E ca:Carrer Sant Jaume, 57                                |           |                     | Modifica les dades a Wikidata |
|        | Stolperstein de Pere Giner Castany      | Granollers | Stolperstein mobiliari urbà | Creador: Gunter Demnig 21st century | 41° 36′ 20″ N, 2° 17′ 28″ E / 41.60569°N,2.29117°E ca:Carrer de Josep Umbert (vora l'estació d'autobusos). |           |                     | Modifica les dades a Wikidata |
|        | Stolperstein d’Artur Masjuan Reverter   | Granollers | Stolperstein                | 21st century                        | 41° 36′ 40″ N, 2° 17′ 28″ E / 41.61122°N,2.29119°E ca:Carrer de Girona, 60                                 |           |                     | Modifica les dades a Wikidata |
|        | Stolpersteine de Francesc Abelló Gràcia | Granollers | Stolperstein                | 21st century                        | 41° 36′ 03″ N, 2° 17′ 18″ E / 41.60073°N,2.2884°E ca:Carrer Mariano Álvarez de Castro, 3                   |           |                     | Modifica les dades a Wikidata |

## arbre singular
| imatge | Nom                                         | Ubicat a   | instància de   | Detalls                            | coordenades | Protecció | Commons (més fotos)     | Dades a WD                    |
| ------ | ------------------------------------------- | ---------- | -------------- | ---------------------------------- | --- | --------- | ----------------------- | ----------------------------- |
|        | Cedre de la Fàbrica                         | Granollers | arbre singular |                                    | 41° 35′ 33″ N, 2° 17′ 08″ E / 41.5926138°N,2.2856761°E ca:Carretera del Masnou (vora la nau Mercedes-Benz)                                                |           |                         | Modifica les dades a Wikidata |
|        | Ginkgo de can Jonch descendent d’Hiroshima  | Granollers | arbre singular |                                    | 41° 36′ 34″ N, 2° 17′ 06″ E / 41.60943°N,2.28508°E ca:Carrer del Rec, 19                                                                                  |           |                         | Modifica les dades a Wikidata |
|        | Plàtans de la plaça de la Corona            | Granollers | arbre singular | 20th century                       | 41° 36′ 21″ N, 2° 17′ 17″ E / 41.60573°N,2.28816°E ca:Plaça de la Corona, s/n.                                                                            |           |                         | Modifica les dades a Wikidata |
|        | Roure martinenc del torrent de can Català   | Granollers | arbre singular |                                    | 41° 34′ 31″ N, 2° 15′ 46″ E / 41.57518°N,2.26283°E ca:Sector sudo-est del terme municipal. Vora el Circuit de Barcelona-Catalunya.                        |           |                         | Modifica les dades a Wikidata |
|        | Surera del Geriàtric                        | Granollers | arbre singular |                                    | 41° 36′ 53″ N, 2° 17′ 48″ E / 41.61463°N,2.29657°E |           |                         | Modifica les dades a Wikidata |
|        | Surera del carrer Girona                    | Granollers | arbre singular |                                    | 41° 36′ 49″ N, 2° 17′ 30″ E / 41.6135956°N,2.2916894°E ca:Carrer Girona, cruïlla amb carrer de Francesc Ribas,                                            |           |                         | Modifica les dades a Wikidata |
|        | alzina de ca l'Esquella                     | Granollers | arbre singular |                                    | 41° 35′ 05″ N, 2° 16′ 09″ E / 41.584634°N,2.2692614°E |           |                         | Modifica les dades a Wikidata |
|        | alzina de la Tela                           | Granollers | arbre singular |                                    | 41° 36′ 08″ N, 2° 17′ 19″ E / 41.6022378°N,2.2887424°E ca:Carrer de Bartolomé Esteben Murillo, cruïlla amb el carrer de Palaudàries.                      |           |                         | Modifica les dades a Wikidata |
|        | alzines del Camí de Santa Quitèria          | Granollers | arbre singular |                                    | 41° 35′ 03″ N, 2° 17′ 35″ E / 41.58427°N,2.29313°E ca:Sector sud-est del terme municipal. Serra de Llevant. Camí de Santa Quitèria. Antic terme de Palou. |           |                         | Modifica les dades a Wikidata |
|        | figuera de can Ferran                       | Granollers | arbre singular |                                    | 41° 35′ 06″ N, 2° 15′ 48″ E / 41.5849289°N,2.2632249°E |           |                         | Modifica les dades a Wikidata |
|        | lledoner de Can Bassa                       | Granollers | arbre singular |                                    | 41° 35′ 29″ N, 2° 16′ 53″ E / 41.59127°N,2.28145°E ca:Masia de can Bassa. Camí de can Bassa, s/n (Palou)                                                  |           |                         | Modifica les dades a Wikidata |
|        | lledoner de Can Covaner                     | Granollers | arbre singular | Taxon: lledoner (Celtis australis) | 41° 35′ 26″ N, 2° 17′ 20″ E / 41.590476°N,2.288874°E 127 msnm                                                                                             |           | Lledoner de Can Covaner | Modifica les dades a Wikidata |
|        | lledoner de can Pastor                      | Granollers | arbre singular |                                    | 41° 35′ 53″ N, 2° 16′ 30″ E / 41.59814°N,2.27494°E |           |                         | Modifica les dades a Wikidata |
|        | lledoners del carrer de Jaume Corbera       | Granollers | arbre singular |                                    | 41° 37′ 16″ N, 2° 17′ 33″ E / 41.6210358°N,2.2923875°E ca:Carrer de Jaume Corbera (Barri del Lledoner), s/n                                               |           |                         | Modifica les dades a Wikidata |
|        | plàtans de l’avinguda de l’Estació del Nord | Granollers | arbre singular |                                    | 41° 36′ 44″ N, 2° 16′ 40″ E / 41.61219°N,2.27774°E ca:Avinguda de l'Estació del Nord, s/n.                                                                |           |                         | Modifica les dades a Wikidata |
|        | roure de can Jonch descendent de Gernika    | Granollers | arbre singular |                                    | 41° 36′ 34″ N, 2° 17′ 05″ E / 41.60936°N,2.28467°E ca:Carrer del Rec, 19                                                                                  |           |                         | Modifica les dades a Wikidata |

## barri
| imatge | Nom                         | Ubicat a   | instància de | Detalls | coordenades | Protecció | Commons (més fotos) | Dades a WD                    |
| ------ | --------------------------- | ---------- | ------------ | ------- | --- | --------- | ------------------- | ----------------------------- |
|        | Barri de Cal Rei            | Granollers | barri        |         | 41° 34′ 43″ N, 2° 17′ 14″ E / 41.57854°N,2.28722°E ca:Sector sud de terme municipal. Barri de cal Rei, camí de cal Tià (Palou). |           |                     | Modifica les dades a Wikidata |
|        | Barri de Can Tinet          | Granollers | barri        |         | 41° 35′ 00″ N, 2° 17′ 03″ E / 41.58345°N,2.28408°E ca:Sector sud del terme municipal. Palou, barri de can Tinet                 |           |                     | Modifica les dades a Wikidata |
|        | Barri de Sant Josep         | Granollers | barri        |         | 41° 34′ 56″ N, 2° 17′ 03″ E / 41.58212°N,2.28413°E ca:Sector sud del terme municipal. Barri de Sant Josep (Palou).              |           |                     | Modifica les dades a Wikidata |
|        | Barri de Sant Julià         | Granollers | barri        |         | 41° 34′ 57″ N, 2° 16′ 51″ E / 41.58262°N,2.2808°E ca:Sector sud del terme municipal. Barri de Sant Julià, camí Ral (Palou).     |           |                     | Modifica les dades a Wikidata |
|        | Barri de can Bou            | Granollers | barri        |         | 41° 34′ 55″ N, 2° 16′ 43″ E / 41.5819°N,2.27869°E ca:Sector sud del terme municipal. Palou, barri de can Bou                    |           |                     | Modifica les dades a Wikidata |
|        | Barri de can Giró           | Granollers | barri        |         | 41° 35′ 02″ N, 2° 16′ 45″ E / 41.58383°N,2.27923°E ca:Sector sud del terme municipal. Barri de can Giró (Palou).                |           |                     | Modifica les dades a Wikidata |
|        | Barri de can Tries          | Granollers | barri        |         | 41° 34′ 58″ N, 2° 16′ 43″ E / 41.58276°N,2.27855°E ca:Sector sud del terme municipal. Palou, barri de can Tries                 |           |                     | Modifica les dades a Wikidata |
|        | Barri de l'estació del Nord | Granollers | barri        |         | 41° 36′ 44″ N, 2° 16′ 41″ E / 41.6122128°N,2.2780444°E ca:Al nord-oest del nucli urbà                                           |           |                     | Modifica les dades a Wikidata |
|        | Barri del Junyent           | Granollers | barri        |         | 41° 34′ 49″ N, 2° 16′ 43″ E / 41.58035°N,2.27857°E ca:Sector sud del terme municipal. Palou, barri del Junyent. Camí ral        |           |                     | Modifica les dades a Wikidata |
|        | Barri del Lledoner          | Granollers | barri        |         | 41° 37′ 01″ N, 2° 17′ 27″ E / 41.617044°N,2.2907832°E ca:Carrer del Lledoner i entorn                                           |           |                     | Modifica les dades a Wikidata |

## bosc
| imatge | Nom                  | Ubicat a   | instància de | Detalls | coordenades | Protecció | Commons (més fotos) | Dades a WD                    |
| ------ | -------------------- | ---------- | ------------ | ------- | --- | --------- | ------------------- | ----------------------------- |
|        | Bosc de Can Mayol    | Granollers | bosc         |         | 41° 34′ 43″ N, 2° 17′ 24″ E / 41.5786913°N,2.2900453°E ca:Sector sud-est del terme municipal. Demarcació de Palou. A la Serra de Llevant.                |           |                     | Modifica les dades a Wikidata |
|        | Bosc de ca n'Amat    | Granollers | bosc         |         | 41° 35′ 10″ N, 2° 16′ 17″ E / 41.5861968°N,2.2713035°E                                                                                                   |           |                     | Modifica les dades a Wikidata |
|        | Bosc de can Cabanyes | Granollers | bosc         |         | 41° 34′ 06″ N, 2° 16′ 06″ E / 41.5683394°N,2.2684261°E                                                                                                   |           |                     | Modifica les dades a Wikidata |
|        | Bosc de can Català   | Granollers | bosc         |         | 41° 34′ 28″ N, 2° 15′ 55″ E / 41.57451°N,2.26514°E |           |                     | Modifica les dades a Wikidata |
|        | Bosc de can Ceballot | Granollers | bosc         |         | 41° 34′ 24″ N, 2° 17′ 21″ E / 41.5734523°N,2.2890705°E                                                                                                   |           |                     | Modifica les dades a Wikidata |
|        | Bosc de can Feliuà   | Granollers | bosc         |         | 41° 35′ 26″ N, 2° 16′ 18″ E / 41.59066°N,2.27172°E |           |                     | Modifica les dades a Wikidata |
|        | Bosc de can Ferran   | Granollers | bosc         |         | 41° 35′ 17″ N, 2° 15′ 48″ E / 41.58793°N,2.26337°E |           |                     | Modifica les dades a Wikidata |
|        | Bosc de can Gordi    | Granollers | bosc         |         | 41° 34′ 10″ N, 2° 15′ 51″ E / 41.5695575°N,2.2641033°E                                                                                                   |           |                     | Modifica les dades a Wikidata |
|        | Bosc de can Many     | Granollers | bosc         |         | 41° 35′ 41″ N, 2° 16′ 23″ E / 41.5947587°N,2.2729878°E ca:Sector oest del terme municipal. Serra de Ponent. Vora el casal de can Many. Camí de can Many. |           |                     | Modifica les dades a Wikidata |
|        | Bosc de can Pagès    | Granollers | bosc         |         | 41° 36′ 31″ N, 2° 16′ 26″ E / 41.6087263°N,2.2738994°E ca:Sector nord-oest del terme municipal. Camí de can Pagès.                                       |           |                     | Modifica les dades a Wikidata |
|        | Bosc de can Riera    | Granollers | bosc         |         | 41° 35′ 17″ N, 2° 16′ 17″ E / 41.58793°N,2.27125°E |           |                     | Modifica les dades a Wikidata |
|        | Verneda de can Gili  | Granollers | bosc         |         | 41° 36′ 45″ N, 2° 16′ 25″ E / 41.6124644°N,2.2735774°E                                                                                                   |           |                     | Modifica les dades a Wikidata |
|        | la Costa             | Granollers | bosc indret  |         | 41° 35′ 21″ N, 2° 16′ 18″ E / 41.58916°N,2.27158°E ca:Sector oest del terme municipal. Serra de Ponent.                                                  |           |                     | Modifica les dades a Wikidata |

## carrer
| imatge | Nom                                                                    | Ubicat a   | instància de              | Detalls      | coordenades | Protecció | Commons (més fotos) | Dades a WD                    |
| ------ | ---------------------------------------------------------------------- | ---------- | ------------------------- | ------------ | --- | --------- | ------------------- | ----------------------------- |
|        | Carrer i plaça d'Espanya / Carrers de la Font de l'Escot i del Congost | Granollers | carrer                    |              | 41° 36′ 42″ N, 2° 17′ 16″ E / 41.61176°N,2.28773°E ca:Plaça d'Espanya i carrer d'Espanya                                                                        |           |                     | Modifica les dades a Wikidata |
|        | avinguda de Francesc Macià                                             | Granollers | carrer conjunt d'edificis |              | 41° 36′ 03″ N, 2° 17′ 14″ E / 41.6007601°N,2.2873216°E ca:Avinguda de Francesc Macià, s/n                                                                       |           |                     | Modifica les dades a Wikidata |
|        | carrer d'Agustí Vinyamata                                              | Granollers | carrer                    |              | 41° 36′ 29″ N, 2° 17′ 28″ E / 41.6081658°N,2.2911708°E ca:Carrer d'Agustí Vinyamata                                                                             |           |                     | Modifica les dades a Wikidata |
|        | carrer d'Alfons IV                                                     | Granollers | carrer                    |              | 41° 36′ 17″ N, 2° 17′ 17″ E / 41.6045904°N,2.2881554°E ca:Carrer d'Alfons IV, s/n.                                                                              |           |                     | Modifica les dades a Wikidata |
|        | carrer d'Anselm Clavè                                                  | Granollers | carrer                    |              | 41° 36′ 29″ N, 2° 17′ 20″ E / 41.60803°N,2.28881°E ca:Carrer d'Anselm Clavé, s/n.                                                                               |           |                     | Modifica les dades a Wikidata |
|        | carrer d'Aragó                                                         | Granollers | carrer                    |              | 41° 36′ 09″ N, 2° 17′ 11″ E / 41.6025527°N,2.2862887°E ca:Carrer d'Aragó, s/n.                                                                                  |           |                     | Modifica les dades a Wikidata |
|        | carrer de Barcelona                                                    | Granollers | carrer                    |              | 41° 36′ 19″ N, 2° 17′ 13″ E / 41.60527°N,2.28707°E ca:Carrer de Barcelona                                                                                       |           |                     | Modifica les dades a Wikidata |
|        | carrer de Bruniquer                                                    | Granollers | carrer                    |              | 41° 36′ 32″ N, 2° 17′ 33″ E / 41.6088201°N,2.2924496°E ca:Carrer de Bruniquer, s/n.                                                                             |           |                     | Modifica les dades a Wikidata |
|        | carrer de Catalunya / Carrer de Josep Maria Ruera                      | Granollers | carrer                    |              | 41° 36′ 36″ N, 2° 17′ 13″ E / 41.6100447°N,2.2869839°E ca:Carrer de Catalunya; Carrer de Josep Maria Ruera                                                      |           |                     | Modifica les dades a Wikidata |
|        | carrer de Corró                                                        | Granollers | carrer conjunt urbà       |              | 41° 36′ 39″ N, 2° 17′ 18″ E / 41.6107275°N,2.2882794°E 41° 36′ 38″ N, 2° 17′ 18″ E / 41.610538482666016°N,2.2882049083709717°E ca:Carrer de Corró, s/n ca:Corró |           |                     | Modifica les dades a Wikidata |
|        | carrer de Francesc Tarafa                                              | Granollers | carrer                    |              | 41° 36′ 43″ N, 2° 17′ 26″ E / 41.6118543°N,2.2905068°E ca:Carrer de Francesc Tarafa, s/n.                                                                       |           |                     | Modifica les dades a Wikidata |
|        | carrer de Girona                                                       | Granollers | carrer                    |              | 41° 36′ 49″ N, 2° 17′ 31″ E / 41.6137489°N,2.2919369°E ca:Carrer de Girona, s/n.                                                                                |           |                     | Modifica les dades a Wikidata |
|        | carrer de Guayaquil / Plaça del Peix                                   | Granollers | carrer                    |              | 41° 36′ 23″ N, 2° 17′ 15″ E / 41.6063312°N,2.2875251°E ca:Carrer de Guayaquil; plaça del Peix, s/n                                                              |           |                     | Modifica les dades a Wikidata |
|        | carrer de Joan Prim                                                    | Granollers | carrer                    | 1862         | 41° 36′ 42″ N, 2° 17′ 23″ E / 41.61166°N,2.28975°E ca:Carrer de Joan Prim, s/n.                                                                                 |           |                     | Modifica les dades a Wikidata |
|        | carrer de Josep Torras i Bages                                         | Granollers | carrer                    |              | 41° 36′ 38″ N, 2° 17′ 15″ E / 41.6105207°N,2.2873767°E ca:Carrer de Josep Torras i Bages                                                                        |           |                     | Modifica les dades a Wikidata |
|        | carrer de Murillo                                                      | Granollers | carrer                    |              | 41° 36′ 08″ N, 2° 17′ 23″ E / 41.6021931°N,2.2897209°E ca:Carrer de Murillo, s/n.                                                                               |           |                     | Modifica les dades a Wikidata |
|        | carrer de Navarra                                                      | Granollers | carrer                    |              | 41° 36′ 14″ N, 2° 17′ 07″ E / 41.6039967°N,2.2852416°E ca:Carrer de Navarra, s/n                                                                                |           |                     | Modifica les dades a Wikidata |
|        | carrer de Palaudàries                                                  | Granollers | carrer                    |              | 41° 36′ 13″ N, 2° 17′ 19″ E / 41.6034953°N,2.2887446°E ca:Carrer de Palaudàries, s/n.                                                                           |           |                     | Modifica les dades a Wikidata |
|        | carrer de Sant Jaume                                                   | Granollers | carrer                    |              | 41° 36′ 21″ N, 2° 17′ 08″ E / 41.60594°N,2.2856°E ca:Carrer de Sant Jaume, s/n.                                                                                 |           |                     | Modifica les dades a Wikidata |
|        | carrer de Sant Josep de Calassanç                                      | Granollers | carrer                    |              | 41° 36′ 05″ N, 2° 17′ 21″ E / 41.6015152°N,2.2892449°E ca:Carrer de Sant Josep de Calassanç, s/n.                                                               |           |                     | Modifica les dades a Wikidata |
|        | carrer de Sant Roc                                                     | Granollers | carrer                    |              | 41° 36′ 30″ N, 2° 17′ 18″ E / 41.6083588°N,2.2883825°E ca:Carrer de Sant Roc                                                                                    |           |                     | Modifica les dades a Wikidata |
|        | carrer de la Indústria                                                 | Granollers | carrer                    |              | 41° 36′ 05″ N, 2° 17′ 22″ E / 41.6012811°N,2.2893944°E ca:Carrer de la Indústria, s/n                                                                           |           |                     | Modifica les dades a Wikidata |
|        | carrer de la Princesa                                                  | Granollers | carrer                    |              | 41° 36′ 15″ N, 2° 17′ 04″ E / 41.6042494°N,2.2844513°E ca:Carrer de la Princesa, s/n.                                                                           |           |                     | Modifica les dades a Wikidata |
|        | carrer de les Travesseres                                              | Granollers | carrer                    |              | 41° 36′ 33″ N, 2° 17′ 13″ E / 41.609188°N,2.2870783°E ca:Carrer de les Travesseres, s/n                                                                         |           |                     | Modifica les dades a Wikidata |
|        | carrer del Bisbe Martí Grivé                                           | Granollers | carrer                    |              | 41° 36′ 13″ N, 2° 17′ 19″ E / 41.603736°N,2.2886518°E ca:Carrer del Bisbe Martí Grivè, s/n.                                                                     |           |                     | Modifica les dades a Wikidata |
|        | carrer del Conestable de Portugal                                      | Granollers | carrer                    |              | 41° 36′ 19″ N, 2° 17′ 20″ E / 41.6052395°N,2.2887622°E ca:Carrer del Conestable de Portugal                                                                     |           |                     | Modifica les dades a Wikidata |
|        | carrer del Foment                                                      | Granollers | carrer                    |              | 41° 36′ 11″ N, 2° 17′ 18″ E / 41.6030962°N,2.288448°E ca:Carrer del Foment, s/n.                                                                                |           |                     | Modifica les dades a Wikidata |
|        | carrer del Molí / d'Anníbal / de Menéndez Pelayo                       | Granollers | carrer                    |              | 41° 36′ 24″ N, 2° 17′ 04″ E / 41.6067528°N,2.2845012°E ca:Carrer del Molí; carrer d'Anníbal i carrer de Menéndez Pelayo s/n.                                    |           |                     | Modifica les dades a Wikidata |
|        | carrer del Primer Marquès de Les Franqueses                            | Granollers | carrer                    | 20th century | 41° 37′ 13″ N, 2° 17′ 33″ E / 41.6201921°N,2.2924733°E ca:Carrer del Primer Marquès de les Franqueses, s/n                                                      |           |                     | Modifica les dades a Wikidata |
|        | carrer del Rec                                                         | Granollers | carrer                    |              | 41° 36′ 34″ N, 2° 17′ 07″ E / 41.6094618°N,2.2851824°E ca:Carrer del Rec, s/n.                                                                                  |           |                     | Modifica les dades a Wikidata |
|        | carrer del Sol                                                         | Granollers | carrer                    |              | 41° 36′ 42″ N, 2° 17′ 21″ E / 41.6115755°N,2.2892605°E ca:Carrer del Sol                                                                                        |           |                     | Modifica les dades a Wikidata |

## casa
| imatge | Nom                                                     | Ubicat a   | instància de             | Detalls                                                                                                 | coordenades | Protecció                                  | Commons (més fotos)                                    | Dades a WD                    |
| ------ | ------------------------------------------------------- | ---------- | ------------------------ | --- | --- | ------------------------------------------ | ------------------------------------------------------ | ----------------------------- |
|        | Ca l'Esperança Roca i Hostal de Can Roca                | Granollers | casa                     | | 41° 36′ 23″ N, 2° 17′ 12″ E / 41.606495°N,2.286745°E | bé cultural d'interès local                | Ca l'Esperança Roca i Hostal de Can Roca               | Modifica les dades a Wikidata |
|        | Ca l'Estaper                                            | Granollers | casa                     | Estil: arquitectura popular                                                                             | 41° 36′ 31″ N, 2° 17′ 14″ E / 41.60866°N,2.287297°E 41° 36′ 31″ N, 2° 17′ 15″ E / 41.60858°N,2.28739°E ca:Plaça de les Olles, 16; Plaça dels Cabrits, 4                                                     | bé cultural d'interès local                | Ca l'Estaper (Granollers)                              | Modifica les dades a Wikidata |
|        | Ca la Curenya                                           | Granollers | casa                     | Estil: arquitectura popular                                                                             | 41° 36′ 24″ N, 2° 17′ 13″ E / 41.606578°N,2.286966°E | bé integrant del patrimoni cultural català | Ca la Curenya                                          | Modifica les dades a Wikidata |
|        | Cal Monjo                                               | Granollers | casa                     | | 41° 36′ 31″ N, 2° 17′ 12″ E / 41.608723°N,2.286749°E ca:Santa Anna, 8 | bé cultural d'interès local                | Cal Monjo (Granollers)                                 | Modifica les dades a Wikidata |
|        | Can Bassa - plaça dels Cabrits, 1                       | Granollers | casa                     | | 41° 36′ 31″ N, 2° 17′ 15″ E / 41.608499°N,2.287419°E ca:Plaça dels Cabrits, 1; Carrer del Doctor Riera, 3                                                                                                   | bé cultural d'interès local                | Can Bassa - plaça dels Cabrits 1                       | Modifica les dades a Wikidata |
|        | Can Bigues                                              | Granollers | casa                     | 1850s                                                                                                   | 41° 36′ 20″ N, 2° 17′ 15″ E / 41.605473°N,2.287584°E ca:Plaça de la Corona, 1 | bé cultural d'interès local                | Can Bigues (Granollers)                                | Modifica les dades a Wikidata |
|        | Can Burres                                              | Granollers | casa                     | Estil: arquitectura popular                                                                             | 41° 36′ 34″ N, 2° 17′ 16″ E / 41.609554°N,2.287707°E | bé cultural d'interès local                | Can Burres                                             | Modifica les dades a Wikidata |
|        | Can Compte                                              | Granollers | casa                     | Estil: arquitectura del Renaixement                                                                     | 41° 36′ 28″ N, 2° 17′ 15″ E / 41.607874°N,2.287492°E ca:Plaça de la Porxada, 30 | bé cultural d'interès local                | Can Compte (Granollers)                                | Modifica les dades a Wikidata |
|        | Can Culleres                                            | Granollers | casa                     | | 41° 36′ 31″ N, 2° 17′ 13″ E / 41.608532°N,2.28695°E ca:Plaça de les Olles, 8 | bé cultural d'interès local                | Can Culleres (Granollers)                              | Modifica les dades a Wikidata |
|        | Can Cunillera                                           | Granollers | casa                     | Estil: arquitectura del Renaixement 1550                                                                | 41° 36′ 28″ N, 2° 17′ 16″ E / 41.607836°N,2.287656°E ca:Plaça de la Porxada, 28 | bé cultural d'interès local                | Can Cunillera                                          | Modifica les dades a Wikidata |
|        | Can Ferran                                              | Granollers | casa                     | | 41° 35′ 17″ N, 2° 15′ 51″ E / 41.5881283°N,2.264256°E |                                            |                                                        | Modifica les dades a Wikidata |
|        | Can Gili                                                | Granollers | casa                     | | 41° 36′ 48″ N, 2° 16′ 32″ E / 41.6132721°N,2.2754569°E |                                            |                                                        | Modifica les dades a Wikidata |
|        | Can Guineu                                              | Granollers | casa                     | Arquitecte: Manuel Joaquim Raspall i Mayol Estil: noucentisme                                           | 41° 36′ 37″ N, 2° 17′ 18″ E / 41.610285°N,2.288203°E | bé integrant del patrimoni cultural català | Can Guineu                                             | Modifica les dades a Wikidata |
|        | Can Jonch                                               | Granollers | casa                     | Arquitecte: Eduard Maria Balcells i Buïgas Manuel Joaquim Raspall i Mayol Estil: modernisme català 1913 | 41° 36′ 34″ N, 2° 17′ 06″ E / 41.6095°N,2.285°E ca:Carrer del Rec, 19 | bé cultural d'interès local                | Can Jonc (Granollers)                                  | Modifica les dades a Wikidata |
|        | Can Many                                                | Granollers | casa                     | | 41° 35′ 37″ N, 2° 16′ 18″ E / 41.5936348°N,2.2716802°E ca:Camí de can Many, s/n. O Camí de can Guri. |                                            |                                                        | Modifica les dades a Wikidata |
|        | Can March                                               | Granollers | casa                     | Estil: Renaixement                                                                                      | 41° 36′ 31″ N, 2° 17′ 15″ E / 41.608482°N,2.287551°E ca:Plaça de l'Oli, 4; Carrer del Doctor Riera, 2 | bé cultural d'interès local                | Casa Joan March (Granollers)                           | Modifica les dades a Wikidata |
|        | Can Medalla                                             | Granollers | casa                     | Estil: Renaixement 1565                                                                                 | 41° 36′ 33″ N, 2° 17′ 16″ E / 41.609166666667°N,2.2877777777778°E ca:Corró, 1-3 | bé cultural d'interès local                | Casa Medalla                                           | Modifica les dades a Wikidata |
|        | Can Mònic                                               | Granollers | casa                     | Arquitecte: Manuel Joaquim Raspall i Mayol Estil: modernisme català arquitectura modernista 1943        | 41° 37′ 18″ N, 2° 17′ 35″ E / 41.621585°N,2.293012°E ca:Primer Marqués de les Franqueses | bé cultural d'interès local                | Cases de Can Mònic                                     | Modifica les dades a Wikidata |
|        | Can Paula Pinyol                                        | Granollers | casa                     | Estil: arquitectura eclèctica                                                                           | 41° 36′ 21″ N, 2° 17′ 19″ E / 41.605723°N,2.288661°E | bé cultural d'interès local                | Can Paula Pinyol                                       | Modifica les dades a Wikidata |
|        | Can Pere Pineda                                         | Granollers | casa                     | Estil: arquitectura eclèctica                                                                           | 41° 36′ 25″ N, 2° 17′ 10″ E / 41.60687°N,2.286237°E | bé integrant del patrimoni cultural català | Can Pere Pineda                                        | Modifica les dades a Wikidata |
|        | Can Perejaume                                           | Granollers | casa                     | | 41° 36′ 30″ N, 2° 17′ 17″ E / 41.608367°N,2.287996°E | bé cultural d'interès local                | Can Perejaume (Granollers)                             | Modifica les dades a Wikidata |
|        | Can Puigdomènech                                        | Granollers | casa                     | | 41° 36′ 31″ N, 2° 17′ 17″ E / 41.60849°N,2.28806°E ca:Carrer de Sant Roc, 1-3 |                                            |                                                        | Modifica les dades a Wikidata |
|        | Can Puntes                                              | Granollers | casa                     | Arquitecte: Manuel Joaquim Raspall i Mayol Estil: modernisme català arquitectura modernista             | 41° 36′ 33″ N, 2° 17′ 16″ E / 41.609051°N,2.287833°E ca:Espí i Grau, 2 / Santa Elisabet, 16 | bé cultural d'interès local                | Casa Manuel Puntas Viñas                               | Modifica les dades a Wikidata |
|        | Can Puntes / Can Torreta                                | Granollers | casa                     | 1910 | 41° 36′ 32″ N, 2° 17′ 17″ E / 41.60896°N,2.28795°E ca:Carrer de Espí i Grau, 2; Carrer de Sta. Elisabet, 14                                                                                                 |                                            |                                                        | Modifica les dades a Wikidata |
|        | Can Relats                                              | Granollers | casa                     | 1877 | 41° 36′ 14″ N, 2° 17′ 23″ E / 41.603875°N,2.289834°E ca:Carrer de Martí Grivé, 47 | bé cultural d'interès local                | Can Relats                                             | Modifica les dades a Wikidata |
|        | Can Revento                                             | Granollers | casa                     | Estil: Renaixement                                                                                      | 41° 36′ 39″ N, 2° 17′ 18″ E / 41.610701°N,2.288199°E | bé cultural d'interès local                | Can Revento                                            | Modifica les dades a Wikidata |
|        | Can Riera / Can Riera de la Serra                       | Granollers | casa                     | 1750 | 41° 35′ 19″ N, 2° 16′ 14″ E / 41.5887381°N,2.2704305°E ca:Sector oest del terme municipal. Serra de Ponent. Camí de can Riera s/n                                                                           |                                            |                                                        | Modifica les dades a Wikidata |
|        | Can Roura                                               | Granollers | casa                     | Estil: modernisme català arquitectura modernista                                                        | 41° 36′ 39″ N, 2° 17′ 22″ E / 41.610764°N,2.289554°E | bé cultural d'interès local                | Casa Josefa Ganduxer de Torras                         | Modifica les dades a Wikidata |
|        | Can Serratusell                                         | Granollers | casa                     | 1912 | 41° 36′ 12″ N, 2° 17′ 10″ E / 41.60343°N,2.28621°E ca:Carrer de Miquel Ricomà, 160 |                                            |                                                        | Modifica les dades a Wikidata |
|        | Casa Bossy                                              | Granollers | casa                     | Arquitecte: Manuel Joaquim Raspall i Mayol Estil: noucentisme 1925                                      | 41° 36′ 28″ N, 2° 17′ 17″ E / 41.607656°N,2.288004°E ca:Santa Esperança, 6 | bé cultural d'interès local                | Casa Bossy                                             | Modifica les dades a Wikidata |
|        | Casa Clapés                                             | Granollers | casa                     | Arquitecte: Manuel Joaquim Raspall i Mayol Estil: arquitectura modernista 1906                          | 41° 36′ 30″ N, 2° 17′ 16″ E / 41.608273°N,2.287814°E ca:Plaça de la Porxada, 14 | bé cultural d'interès local                | Casa Clapés                                            | Modifica les dades a Wikidata |
|        | Casa Cumella                                            | Granollers | casa                     | | 41° 36′ 50″ N, 2° 17′ 32″ E / 41.61392°N,2.29213°E ca:Carrer de Girona, 168-170 |                                            |                                                        | Modifica les dades a Wikidata |
|        | Casa Enric Deu Umbert                                   | Granollers | casa                     | Arquitecte: Manuel Joaquim Raspall i Mayol Estil: noucentisme 20th century                              | 41° 36′ 03″ N, 2° 17′ 14″ E / 41.60094°N,2.28719°E ca:C. Francesc Macià, 90-92 - c. Mallorca, 2 | bé integrant del patrimoni cultural català | Casa Enric Deu Umbert                                  | Modifica les dades a Wikidata |
|        | Casa Esteve Rodoreda Monràs                             | Granollers | casa                     | 1928 | 41° 36′ 27″ N, 2° 17′ 19″ E / 41.6074°N,2.2885°E ca:Carrer d'Anselm Clavé, 30 |                                            |                                                        | Modifica les dades a Wikidata |
|        | Casa Francesc Macià, 94                                 | Granollers | casa                     | | 41° 36′ 03″ N, 2° 17′ 14″ E / 41.6007749°N,2.2871491°E ca:Carrer de Francesc Macià, 94 |                                            |                                                        | Modifica les dades a Wikidata |
|        | Casa Francesc Marimon                                   | Granollers | casa                     | Arquitecte: Manuel Joaquim Raspall i Mayol Estil: noucentisme 1924                                      | 41° 36′ 27″ N, 2° 17′ 13″ E / 41.607404°N,2.287046°E ca:Carrer de Barcelona, 15; Corredossos de Sant Cristòfol.                                                                                             | bé cultural d'interès local                | Casa Francesc Marimon                                  | Modifica les dades a Wikidata |
|        | Casa Francesc Mas                                       | Granollers | casa                     | Estil: Renaixement                                                                                      | 41° 36′ 28″ N, 2° 17′ 13″ E / 41.607676°N,2.28696°E ca:Barcelona, 5 | bé cultural d'interès local                | Casa Francesc Mas                                      | Modifica les dades a Wikidata |
|        | Casa Jaume Bultà                                        | Granollers | casa                     | Estil: arquitectura eclèctica                                                                           | 41° 36′ 17″ N, 2° 17′ 11″ E / 41.604799°N,2.286295°E ca:Carrer de Miquel Ricomà, 85 | bé cultural d'interès local                | Casa Jaume Baltà i Vidals                              | Modifica les dades a Wikidata |
|        | Casa Joan Parera                                        | Granollers | casa                     | | 41° 36′ 39″ N, 2° 17′ 18″ E / 41.610927°N,2.288268°E | bé cultural d'interès local                | Casa Joan Parera                                       | Modifica les dades a Wikidata |
|        | Casa Joan Sampere                                       | Granollers | casa                     | Estil: arquitectura modernista                                                                          | 41° 37′ 10″ N, 2° 17′ 29″ E / 41.619328°N,2.291387°E ca:Carrer Corró, 321 | bé cultural d'interès local                | Casa Joan Sanpere                                      | Modifica les dades a Wikidata |
|        | Casa Joaquim Trullàs                                    | Granollers | casa                     | 1935 | 41° 36′ 15″ N, 2° 17′ 16″ E / 41.604105°N,2.287731°E ca:Carrer d'Alfons IV, 64 | bé cultural d'interès local                | Casa Joaquim Trullàs                                   | Modifica les dades a Wikidata |
|        | Casa Josefa Ganduxer de Torras / Can Roure              | Granollers | casa edifici residencial | Arquitecte: Alexandre Soler i March Estil: modernisme català 1912                                       | 41° 36′ 40″ N, 2° 17′ 23″ E / 41.611°N,2.28978°E ca:Carrer de Joan Prim, 44 |                                            |                                                        | Modifica les dades a Wikidata |
|        | Casa Josep Tardà i Mora                                 | Granollers | casa                     | Arquitecte: Adolf Ruiz i Casamitjana Estil: arquitectura modernista 1903                                | 41° 36′ 31″ N, 2° 17′ 13″ E / 41.608686°N,2.287057°E ca:Plaça de les Olles, 12 | bé cultural d'interès local                | Casa Josep Tardà i Mora                                | Modifica les dades a Wikidata |
|        | Casa Malàs / Ca l'Iglésies                              | Granollers | casa                     | | 41° 36′ 31″ N, 2° 17′ 14″ E / 41.60862°N,2.28731°E ca:Plaça de les Olles, 14-15 |                                            |                                                        | Modifica les dades a Wikidata |
|        | Casa Margarit                                           | Granollers | casa                     | Arquitecte: Manuel Joaquim Raspall i Mayol Estil: modernisme català arquitectura modernista 1910s       | 41° 36′ 49″ N, 2° 17′ 24″ E / 41.613478°N,2.290064°E ca:Carrer de Joan Prim, 145 | bé cultural d'interès local                | Casa Margarit (Granollers)                             | Modifica les dades a Wikidata |
|        | Casa Maspons i Camarasa                                 | Granollers | casa                     | Estil: neoclassicisme 1851                                                                              | 41° 36′ 22″ N, 2° 17′ 14″ E / 41.606029°N,2.28711°E ca:Carrer del Princep de Viana, 5 - 7 | bé cultural d'interès local                | Casa Maspons i Camarasa                                | Modifica les dades a Wikidata |
|        | Casa Miquel Blanxart                                    | Granollers | casa                     | Arquitecte: Jeroni Martorell i Terrats Josep Maria Barnadas i Mestres Estil: arquitectura modernista    | 41° 36′ 37″ N, 2° 17′ 21″ E / 41.610202°N,2.289056°E ca:Carrer Joan Prim, 11 - Carrer Torras i Bages | bé cultural d'interès local                | Casa Blanxart (Granollers)                             | Modifica les dades a Wikidata |
|        | Casa Pere Gendra                                        | Granollers | casa                     | Arquitecte: Manuel Joaquim Raspall i Mayol Estil: noucentisme 1929                                      | 41° 36′ 14″ N, 2° 17′ 15″ E / 41.603979°N,2.287625°E ca:Alfons IV, 72 / Navara | bé cultural d'interès local                | Casa Pere Gendra                                       | Modifica les dades a Wikidata |
|        | Casa Pius Anfres Martí                                  | Granollers | casa                     | | 41° 36′ 06″ N, 2° 17′ 15″ E / 41.601763°N,2.287625°E | bé cultural d'interès local                | Casa Pius Anfres Martí                                 | Modifica les dades a Wikidata |
|        | Casa Rectoral                                           | Granollers | casa                     | Estil: noucentisme                                                                                      | 41° 35′ 11″ N, 2° 16′ 45″ E / 41.58628°N,2.279037°E ca:Passeig del Dr. Fàbregas, 81 (Palou) | bé cultural d'interès local                | Casa rectoral de Palou                                 | Modifica les dades a Wikidata |
|        | Casa Riera                                              | Granollers | casa                     | | 41° 36′ 11″ N, 2° 17′ 45″ E / 41.603003°N,2.295927°E | bé integrant del patrimoni cultural català | Casa Riera (Granollers)                                | Modifica les dades a Wikidata |
|        | Casa Sebastià Costa                                     | Granollers | casa                     | Arquitecte: Manuel Joaquim Raspall i Mayol Estil: noucentisme 1926                                      | 41° 36′ 31″ N, 2° 17′ 12″ E / 41.608655°N,2.286712°E ca:Santa Anna, 13 | bé cultural d'interès local                | Casa Sebastià Costa (carrer Santa Anna 13)             | Modifica les dades a Wikidata |
|        | Casa Sebastià Costa / Can Biel                          | Granollers | casa                     | Estil: noucentisme                                                                                      | 41° 36′ 31″ N, 2° 17′ 13″ E / 41.608715°N,2.286845°E ca:Santa Anna, 6 | bé cultural d'interès local                | Casa Sebastià Costa (carrer Santa Anna 6)              | Modifica les dades a Wikidata |
|        | Casa Torrebadella                                       | Granollers | casa                     | Arquitecte: Francesc Mariné i Martorell 1899                                                            | 41° 36′ 28″ N, 2° 17′ 20″ E / 41.607643°N,2.28888°E ca:Carrer d'Anselm Clavé, 29; Carrer de M. Maspons | bé cultural d'interès local                | Casa Torrebadella (Granollers)                         | Modifica les dades a Wikidata |
|        | Casa Vídua Uyà                                          | Granollers | casa                     | 1908 | 41° 36′ 30″ N, 2° 17′ 19″ E / 41.60827°N,2.28854°E ca:Carrer de Sant Roc, 8 |                                            |                                                        | Modifica les dades a Wikidata |
|        | Casa carrer Santa Apol·lònia 1-5                        | Granollers | casa                     | | 41° 36′ 30″ N, 2° 17′ 13″ E / 41.60831°N,2.2869°E ca:Carrer de Santa Apol·lònia, 1-3-5 |                                            |                                                        | Modifica les dades a Wikidata |
|        | Casa carrer de Joan Prim, 67-71                         | Granollers | casa                     | 1930 | 41° 36′ 42″ N, 2° 17′ 23″ E / 41.61166°N,2.28964°E ca:Carrer de Joan Prim, 67-71 |                                            |                                                        | Modifica les dades a Wikidata |
|        | Conjunt de cases al carrer Barcelona, 2-6               | Granollers | casa                     | | 41° 36′ 28″ N, 2° 17′ 13″ E / 41.607811°N,2.286826°E ca:Carrer de Barcelona, 2, 4, 6 | bé cultural d'interès local                | Conjunt de cases al carrer Barcelona, 2-6 (Granollers) | Modifica les dades a Wikidata |
|        | Conjunt de tres cases al carrer Corró, 67-71            | Granollers | casa                     | Estil: arquitectura popular                                                                             | 41° 36′ 39″ N, 2° 17′ 17″ E / 41.610917°N,2.288028°E | bé cultural d'interès local                | Carrer Corró 63-71                                     | Modifica les dades a Wikidata |
|        | Dues cases aparellades al passeig de la Muntanya, 26-28 | Granollers | casa                     | Estil: arquitectura modernista                                                                          | 41° 36′ 18″ N, 2° 17′ 35″ E / 41.604924°N,2.293187°E ca:Passeig de la Muntanya, 26-28 | bé integrant del patrimoni cultural català | Passeig de la Muntanya 26-28 (Granollers)              | Modifica les dades a Wikidata |
|        | Hostal del Lledoner                                     | Granollers | casa                     | | 41° 37′ 02″ N, 2° 17′ 27″ E / 41.617173°N,2.290738°E | bé cultural d'interès local                | Hostal del Lledoner                                    | Modifica les dades a Wikidata |
|        | Palau Perpinyà Masferrer                                | Granollers | casa                     | Estil: Renaixement                                                                                      | 41° 36′ 29″ N, 2° 17′ 17″ E / 41.608026°N,2.288045°E | bé cultural d'interès local                | Plaça de la Porxada 21-23                              | Modifica les dades a Wikidata |
|        | Palau dels Tagamanent                                   | Granollers | casa                     | Estil: arquitectura gòtica                                                                              | 41° 36′ 30″ N, 2° 17′ 19″ E / 41.608308°N,2.288573°E ca:Carrer de Sant Roc, 10 | bé cultural d'interès local                | Palau dels Tagamanent                                  | Modifica les dades a Wikidata |
|        | Portal al carrer Barcelona, 37-41                       | Granollers | casa                     | Estil: arquitectura popular 17th century                                                                | 41° 36′ 25″ N, 2° 17′ 13″ E / 41.606947°N,2.286944°E ca:Carrer de Barcelona, 37-41 | bé cultural d'interès local                | Carrer Barcelona 37-41                                 | Modifica les dades a Wikidata |
|        | Torre Pardalera                                         | Granollers | casa                     | Arquitecte: No/unknown value Estil: noucentisme                                                         | 41° 36′ 36″ N, 2° 17′ 05″ E / 41.610006°N,2.284818°E ca:Rec, 34 | bé integrant del patrimoni cultural català | Torre Pardalera (Granollers)                           | Modifica les dades a Wikidata |
|        | ca la Pepa Sastre i Ca la Pubilla                       | Granollers | casa                     | Estil: arquitectura popular                                                                             | 41° 36′ 30″ N, 2° 17′ 13″ E / 41.60845°N,2.286879°E ca:Pl. de les Olles, 4 i 5 145 msnm | bé cultural d'interès local                | Ca la Pepa Sastre i Ca la Pubilla                      | Modifica les dades a Wikidata |
|        | cal Cabrer                                              | Granollers | casa                     | Estil: arquitectura popular                                                                             | 41° 36′ 34″ N, 2° 17′ 16″ E / 41.609453°N,2.287906°E ca:Carrer Corró, 15 147 msnm | bé cultural d'interès local                | Cal Cabrer (Granollers)                                | Modifica les dades a Wikidata |
|        | cal Mal Llamp                                           | Granollers | casa                     | | 41° 36′ 32″ N, 2° 17′ 15″ E / 41.608752°N,2.287584°E ca:C. Santa Elisabet, 7-9 146 msnm | bé cultural d'interès local                | Cal Mal Llamp                                          | Modifica les dades a Wikidata |
|        | can Deu                                                 | Granollers | casa                     | Estil: arquitectura eclèctica 20th century                                                              | 41° 36′ 35″ N, 2° 17′ 21″ E / 41.609681°N,2.28923°E ca:Pl. Lluís Perpinyà, 14-18 - c. de l'Enginyer 148 msnm                                                                                                | bé cultural d'interès local                | Can Deu (Granollers)                                   | Modifica les dades a Wikidata |
|        | casa a la plaça Porxada, 11                             | Granollers | casa                     | Estil: arquitectura popular                                                                             | 41° 36′ 30″ N, 2° 17′ 15″ E / 41.608287°N,2.287635°E ca:Plaça de la Porxada, 11; Carrer del Doctor Riera | bé cultural d'interès local                | Plaça Porxada 11                                       | Modifica les dades a Wikidata |
|        | casa a la plaça Porxada, 20                             | Granollers | casa                     | Estil: Renaixement                                                                                      | 41° 36′ 29″ N, 2° 17′ 16″ E / 41.608141°N,2.287855°E ca:Plaça de la Porxada, 20 | bé cultural d'interès local                | Plaça de la Porxada 20                                 | Modifica les dades a Wikidata |
|        | casa al carrer Barcelona, 28                            | Granollers | casa                     | Estil: Renaixement                                                                                      | 41° 36′ 26″ N, 2° 17′ 12″ E / 41.60709°N,2.286786°E ca:Barcelona, 28-30 / Museu | bé cultural d'interès local                | Carrer Barcelona 28 (Granollers)                       | Modifica les dades a Wikidata |
|        | casa al carrer Barcelona, 30                            | Granollers | casa                     | Estil: Renaixement                                                                                      | 41° 36′ 25″ N, 2° 17′ 12″ E / 41.607009°N,2.286787°E ca:Carrer de Barcelona, 30 | bé integrant del patrimoni cultural català | Carrer Barcelona 30 (Granollers)                       | Modifica les dades a Wikidata |
|        | casa al carrer Corró, 107                               | Granollers | casa                     | Estil: arquitectura popular                                                                             | 41° 36′ 46″ N, 2° 17′ 21″ E / 41.612805°N,2.289052°E | bé cultural d'interès local                | Carrer Corró, 107                                      | Modifica les dades a Wikidata |
|        | casa al carrer Santa Esperança, 4                       | Granollers | casa                     | | 41° 36′ 28″ N, 2° 17′ 16″ E / 41.607708°N,2.287739°E | bé cultural d'interès local                | Carrer Santa Esperança 4 (Granollers)                  | Modifica les dades a Wikidata |
|        | casa de carrer de Barcelona, 26                         | Granollers | casa                     | 1920s                                                                                                   | 41° 36′ 26″ N, 2° 17′ 13″ E / 41.60716°N,2.28689°E ca:Carrer de Barcelona, 26 |                                            |                                                        | Modifica les dades a Wikidata |
|        | casa de l'avinguda Prat de la Riba, 30                  | Granollers | casa                     | | 41° 36′ 11″ N, 2° 17′ 11″ E / 41.60316°N,2.28641°E ca:Avinguda Prat de la Riba, 30 |                                            |                                                        | Modifica les dades a Wikidata |
|        | casa de la Plaça de Pau Casals, 7                       | Granollers | casa                     | | 41° 36′ 24″ N, 2° 17′ 22″ E / 41.6067604°N,2.2893968°E ca:Plaça de Pau Casals, 7 |                                            |                                                        | Modifica les dades a Wikidata |
|        | casa de la Plaça de la Caserna 1                        | Granollers | casa                     | | 41° 36′ 32″ N, 2° 17′ 09″ E / 41.60894°N,2.28586°E ca:Plaça de la Caserna, 1 |                                            |                                                        | Modifica les dades a Wikidata |
|        | casa de la Plaça de la Corona 28-29                     | Granollers | casa                     | 1935 | 41° 36′ 19″ N, 2° 17′ 17″ E / 41.60526°N,2.28798°E ca:Plaça de la Corona, 28-29; Carrer d'Alfons IV, 2 |                                            |                                                        | Modifica les dades a Wikidata |
|        | casa de la Plaça de les Olles 4-5                       | Granollers | casa                     | | 41° 36′ 30″ N, 2° 17′ 13″ E / 41.60836°N,2.28705°E ca:Plaça de les Olles, 4 i 5; Carrer de Santa Apol·lònia                                                                                                 |                                            |                                                        | Modifica les dades a Wikidata |
|        | casa de la plaça de la Caserna, 7                       | Granollers | casa                     | 1920 | 41° 36′ 32″ N, 2° 17′ 10″ E / 41.6089404°N,2.2861589°E ca:Plaça de la Caserna, 7 |                                            |                                                        | Modifica les dades a Wikidata |
|        | casa de la plaça de les Olles, 3                        | Granollers | casa                     | 1920 | 41° 36′ 30″ N, 2° 17′ 14″ E / 41.60832°N,2.28718°E ca:Plaça de les Olles, 3 |                                            |                                                        | Modifica les dades a Wikidata |
|        | casa de la plaça dels Cabrits, 5                        | Granollers | casa                     | Estil: arquitectura popular                                                                             | 41° 36′ 31″ N, 2° 17′ 15″ E / 41.608661°N,2.287381°E ca:Plaça dels Cabrits, 5 | bé cultural d'interès local                | Plaça dels Cabrits 5                                   | Modifica les dades a Wikidata |
|        | casa de l’avinguda de l'Estació del Nord, 2             | Granollers | casa                     | | 41° 36′ 44″ N, 2° 16′ 43″ E / 41.61227°N,2.27854°E ca:Avinguda de l'Estació del Nord, 2 |                                            |                                                        | Modifica les dades a Wikidata |
|        | casa del Carrer Barcelona, 24                           | Granollers | casa                     | | 41° 36′ 26″ N, 2° 17′ 13″ E / 41.6072099°N,2.286916°E ca:Carrer de Barcelona, 24. |                                            |                                                        | Modifica les dades a Wikidata |
|        | casa del Carrer del Bisbe Martí Grivé, 10               | Granollers | casa edifici residencial | Estil: modernisme català 1909                                                                           | 41° 36′ 13″ N, 2° 17′ 20″ E / 41.6036516°N,2.2888609°E 41° 36′ 13″ N, 2° 17′ 20″ E / 41.603614807128906°N,2.288865089416504°E ca:Carrer del Bisbe Martí Grivé, 10; Carrer de Palaudàries ca:Martí Grivé, 10 |                                            |                                                        | Modifica les dades a Wikidata |
|        | casa del Registre                                       | Granollers | casa                     | | 41° 36′ 26″ N, 2° 17′ 21″ E / 41.6070896°N,2.2892989°E ca:Plaça de Pau Casals, 4 |                                            |                                                        | Modifica les dades a Wikidata |
|        | casa del carrer Corró, 107                              | Granollers | casa                     | | 41° 36′ 42″ N, 2° 17′ 19″ E / 41.61162°N,2.28859°E ca:Carrer de Corró, 107 |                                            |                                                        | Modifica les dades a Wikidata |
|        | casa del carrer Corró, 31                               | Granollers | casa                     | Estil: arquitectura popular                                                                             | 41° 36′ 36″ N, 2° 17′ 16″ E / 41.609888°N,2.2878°E ca:Carrer de Corró, 31 | bé cultural d'interès local                | Carrer Corró 31                                        | Modifica les dades a Wikidata |
|        | casa del carrer Girona, 172-174                         | Granollers | casa                     | | 41° 36′ 51″ N, 2° 17′ 32″ E / 41.61407°N,2.29222°E ca:Carrer de Girona, 172-174 |                                            |                                                        | Modifica les dades a Wikidata |
|        | casa del carrer Joanot Martorell 13                     | Granollers | casa                     | | 41° 36′ 41″ N, 2° 16′ 41″ E / 41.611377°N,2.2781852°E ca:Carrer Joanot Martorell, 13 |                                            |                                                        | Modifica les dades a Wikidata |
|        | casa del carrer Nou 12                                  | Granollers | casa                     | | 41° 36′ 26″ N, 2° 17′ 15″ E / 41.60709°N,2.28754°E ca:Carrer Nou, 12 |                                            |                                                        | Modifica les dades a Wikidata |
|        | casa del carrer Nou, 14                                 | Granollers | casa                     | 20th century                                                                                            | 41° 36′ 26″ N, 2° 17′ 16″ E / 41.6071°N,2.28767°E ca:Carrer Nou, 14 |                                            |                                                        | Modifica les dades a Wikidata |
|        | casa del carrer Sant Jaume, 90                          | Granollers | casa                     | | 41° 36′ 19″ N, 2° 17′ 08″ E / 41.60521°N,2.28558°E ca:Carrer de Sant Jaume, 90. |                                            |                                                        | Modifica les dades a Wikidata |
|        | casa del carrer València, 5-9                           | Granollers | casa                     | | 41° 36′ 45″ N, 2° 17′ 20″ E / 41.6125°N,2.2889°E ca:Carrer València, 5-9 |                                            |                                                        | Modifica les dades a Wikidata |
|        | casa del carrer d'Alfons IV, 87                         | Granollers | casa                     | Arquitecte: Manuel Joaquim Raspall i Mayol 1927                                                         | 41° 36′ 12″ N, 2° 17′ 17″ E / 41.60331°N,2.28804°E ca:Carrer d'Alfons IV, 87 |                                            |                                                        | Modifica les dades a Wikidata |
|        | casa del carrer d'Anselm Clavé 2                        | Granollers | casa                     | 20th century                                                                                            | 41° 36′ 30″ N, 2° 17′ 19″ E / 41.60827°N,2.28873°E ca:Carrer d'Anselm Clavé, 2 |                                            |                                                        | Modifica les dades a Wikidata |
|        | casa del carrer d'Anselm Clavé 23                       | Granollers | casa                     | 1930 | 41° 36′ 28″ N, 2° 17′ 20″ E / 41.60775°N,2.28894°E ca:Carrer d'Anselm Clavé, 23 |                                            |                                                        | Modifica les dades a Wikidata |
|        | casa del carrer d'Anselm Clavé 32                       | Granollers | casa                     | 1920s                                                                                                   | 41° 36′ 26″ N, 2° 17′ 19″ E / 41.60735°N,2.28858°E ca:Carrer d'Anselm Clavé, 32 |                                            |                                                        | Modifica les dades a Wikidata |
|        | casa del carrer d'Anselm Clavé 62                       | Granollers | casa                     | 1920s                                                                                                   | 41° 36′ 23″ N, 2° 17′ 18″ E / 41.60633°N,2.28835°E ca:Carrer d'Anselm Clavé, 62 |                                            |                                                        | Modifica les dades a Wikidata |
|        | casa del carrer de Corró 64                             | Granollers | casa                     | 1565 | 41° 36′ 40″ N, 2° 17′ 18″ E / 41.61098°N,2.28843°E ca:Carrer de Corró, 64 |                                            |                                                        | Modifica les dades a Wikidata |
|        | casa del carrer de Joan Prim, 132                       | Granollers | casa                     | 1940s                                                                                                   | 41° 36′ 47″ N, 2° 17′ 25″ E / 41.61297°N,2.29036°E ca:Carrer de Joan Prim, 132 |                                            |                                                        | Modifica les dades a Wikidata |
|        | casa del carrer de Joan Prim, 133                       | Granollers | casa                     | 1940s                                                                                                   | 41° 36′ 47″ N, 2° 17′ 24″ E / 41.61306°N,2.29008°E ca:Carrer de Joan Prim, 133 |                                            |                                                        | Modifica les dades a Wikidata |
|        | casa del carrer de Joan Prim, 98                        | Granollers | casa                     | 1935 | 41° 36′ 44″ N, 2° 17′ 24″ E / 41.61224°N,2.29008°E ca:Carrer de Joan Prim, 98 |                                            |                                                        | Modifica les dades a Wikidata |
|        | casa del carrer de Ponent, 20                           | Granollers | casa                     | | 41° 36′ 36″ N, 2° 17′ 09″ E / 41.60987°N,2.28591°E ca:Carrer de Ponent, 20 |                                            |                                                        | Modifica les dades a Wikidata |
|        | cases d'en Jonch                                        | Granollers | casa                     | | 41° 36′ 32″ N, 2° 17′ 09″ E / 41.60882°N,2.28572°E ca:Carrer del Rec, 1-3 |                                            |                                                        | Modifica les dades a Wikidata |
|        | cases de l’avinguda Prat de la Riba, 8-14               | Granollers | casa                     | 20th century                                                                                            | 41° 36′ 12″ N, 2° 17′ 14″ E / 41.60329°N,2.28726°E ca:Avinguda de Prat de la Riba, 8-14 |                                            |                                                        | Modifica les dades a Wikidata |
|        | cases del carrer Francesc Ribes, 5-17                   | Granollers | casa                     | | 41° 36′ 49″ N, 2° 17′ 29″ E / 41.61367°N,2.29133°E ca:Carrer de Francesc Ribas, 5-9-11-13 |                                            |                                                        | Modifica les dades a Wikidata |
|        | cases del carrer del Bisbe Martí Grivé, 5-15            | Granollers | casa                     | | 41° 36′ 14″ N, 2° 17′ 19″ E / 41.6038423°N,2.2886078°E ca:Carrer del Bisbe Martí Grivé, 5-15 |                                            |                                                        | Modifica les dades a Wikidata |
|        | edifici al carrer Corró, 23-25                          | Granollers | casa                     | | 41° 36′ 35″ N, 2° 17′ 16″ E / 41.609627°N,2.287718°E ca:Corró, 23-25 | bé cultural d'interès local                | Carrer Corró 23-25                                     | Modifica les dades a Wikidata |
|        | edifici al carrer Santa Elisabet, 12                    | Granollers | casa                     | Estil: arquitectura popular                                                                             | 41° 36′ 32″ N, 2° 17′ 16″ E / 41.60887°N,2.287799°E | bé integrant del patrimoni cultural català | Carrer Santa Elisabet 12 (Granollers)                  | Modifica les dades a Wikidata |
|        | habitatge al carrer Prat de la Riba, 46                 | Granollers | casa                     | | 41° 36′ 11″ N, 2° 17′ 07″ E / 41.603018°N,2.285175°E ca:Avinguda de Prat de la Riba, 46 | bé cultural d'interès local                | Carrer Prat de la Riba 46 (Granollers)                 | Modifica les dades a Wikidata |
|        | habitatges dels mestres                                 | Granollers | casa                     | Estil: noucentisme                                                                                      | 41° 35′ 12″ N, 2° 16′ 56″ E / 41.586543°N,2.282202°E ca:Passeig del Dr. Fàbregas, 40-42 (Palou) | bé cultural d'interès local                | Cases dels mestres de Palou                            | Modifica les dades a Wikidata |

## conjunt d'edificis
| imatge | Nom                                                      | Ubicat a   | instància de       | Detalls                  | coordenades                                                                                  | Protecció | Commons (més fotos) | Dades a WD                    |
| ------ | -------------------------------------------------------- | ---------- | ------------------ | ------------------------ | -------------------------------------------------------------------------------------------- | --------- | ------------------- | ----------------------------- |
|        | Avinguda Prat de la Riba                                 | Granollers | conjunt d'edificis |                          | 41° 36′ 09″ N, 2° 17′ 00″ E / 41.60257°N,2.28334°E ca:Avinguda Prat de la Riba, s/n.         |           |                     | Modifica les dades a Wikidata |
|        | Avinguda de Francesc Ribas                               | Granollers | conjunt d'edificis |                          | 41° 36′ 48″ N, 2° 17′ 34″ E / 41.6133077°N,2.2928059°E ca:Avinguda de Francesc Ribas, s/n.   |           |                     | Modifica les dades a Wikidata |
|        | Granja can Ginesta                                       | Granollers | conjunt d'edificis |                          | 41° 34′ 57″ N, 2° 16′ 52″ E / 41.582547°N,2.2811406°E ca:Carretera del Masnou, s/n           |           |                     | Modifica les dades a Wikidata |
|        | Muralla dels carrers de la Constància i de Jaume Camp    | Granollers | conjunt d'edificis |                          | 41° 36′ 32″ N, 2° 17′ 11″ E / 41.6088822°N,2.2864273°E ca:Carrer o corredor de la Constància |           |                     | Modifica les dades a Wikidata |
|        | conjunt de tres cases a l’avinguda de l'Estació del Nord | Granollers | conjunt d'edificis | Estil: modernisme català | 41° 36′ 44″ N, 2° 16′ 42″ E / 41.61231°N,2.27835°E ca:Avinguda de l'Estació del Nord, 6-8-10 |           |                     | Modifica les dades a Wikidata |

## conjunt urbà
| imatge | Nom                                                          | Ubicat a   | instància de                    | Detalls                                         | coordenades | Protecció | Commons (més fotos) | Dades a WD                    |
| ------ | ------------------------------------------------------------ | ---------- | ------------------------------- | ----------------------------------------------- | --- | --------- | ------------------- | ----------------------------- |
|        | Carrer de Josep Umbert, carrer del Pont i plaça de Catalunya | Granollers | conjunt urbà                    |                                                 | 41° 36′ 19″ N, 2° 17′ 29″ E / 41.6053941°N,2.2913477°E ca:Carrer de Josep Umbert i plaça de Catalunya. |           |                     | Modifica les dades a Wikidata |
|        | conjunt de can Mònic                                         | Granollers | conjunt urbà conjunt d'edificis | Arquitecte: Manuel Joaquim Raspall i Mayol 1923 | 41° 37′ 18″ N, 2° 17′ 33″ E / 41.62153244018555°N,2.292607069015503°E 41° 37′ 17″ N, 2° 17′ 33″ E / 41.6214°N,2.29251°E ca:Primer Marquès de les Franqueses 123 - 145 ca:Carrer del Primer Marquès de les Franqueses, 123 - 145 |           |                     | Modifica les dades a Wikidata |

## creu de terme
| imatge | Nom                     | Ubicat a   | instància de                          | Detalls                     | coordenades | Protecció | Commons (més fotos) | Dades a WD                    |
| ------ | ----------------------- | ---------- | ------------------------------------- | --------------------------- | --- | --------- | ------------------- | ----------------------------- |
|        | creu de la Santa Missió | Granollers | creu de terme creu de la Santa Missió | 1941                        | 41° 36′ 43″ N, 2° 16′ 48″ E / 41.612°N,2.27995°E ca:Avinguda de l'Estació del Nord (vora l'església de la Mare de Déu de Fàtima).             |           |                     | Modifica les dades a Wikidata |
|        | el Peiró / el Pedró     | Granollers | creu de terme element arquitectònic   | Estat: parcialment destruït | 41° 35′ 07″ N, 2° 17′ 32″ E / 41.58519°N,2.29214°E ca:Sector sud-est del terme municipal. Antiga demarcació de Palou. Camí de Santa Quitèria. |           |                     | Modifica les dades a Wikidata |

## curs d'aigua
| imatge | Nom             | Ubicat a                                               | instància de                                               | Detalls                                                                      | coordenades                                                                                               | Protecció | Commons (més fotos) | Dades a WD                    |
| ------ | --------------- | ------------------------------------------------------ | ---------------------------------------------------------- | ---------------------------------------------------------------------------- | --- | --------- | ------------------- | ----------------------------- |
|        | Congost         | província de Barcelona Osona Vallès Oriental           | curs d'aigua àrea protegida Pla d'Espais d'Interès Natural | Travessa: Osona Vallès Oriental Desemboca: Besòs Llarg: 41km Conca: 358.4km² | 41° 32′ 47″ N, 2° 15′ 05″ E / 41.546525°N,2.251326°E 41° 50′ 34″ N, 2° 10′ 58″ E / 41.842662°N,2.182677°E |           | Congost River       | Modifica les dades a Wikidata |
|        | riera Carbonell | Cànoves i Samalús les Franqueses del Vallès Granollers | curs d'aigua                                               | Desemboca: Congost                                                           | 41° 37′ 18″ N, 2° 17′ 13″ E / 41.621652°N,2.286858°E 41° 41′ 14″ N, 2° 20′ 10″ E / 41.687142°N,2.336181°E |           | Riera Carbonell     | Modifica les dades a Wikidata |

## edifici
| imatge | Nom                                                                          | Ubicat a                   | instància de                      | Detalls                                                                                     | coordenades | Protecció                                            | Commons (més fotos)                      | Dades a WD                    |
| ------ | ---------------------------------------------------------------------------- | -------------------------- | --------------------------------- | ------------------------------------------------------------------------------------------- | --- | ---------------------------------------------------- | ---------------------------------------- | ----------------------------- |
|        | Biblioteca Popular Tarafa                                                    | Granollers                 | edifici                           | Arquitecte: Manuel Joaquim Raspall i Mayol Estil: modernisme català arquitectura modernista | 41° 36′ 37″ N, 2° 17′ 17″ E / 41.61021°N,2.287991°E | bé cultural d'interès local                          | Biblioteca Popular Francesc Tarafa       | Modifica les dades a Wikidata |
|        | Campanar de l'església parroquial de Sant Esteve                             | Granollers                 | edifici campanar                  | Estil: arquitectura gòtica                                                                  | 41° 36′ 29″ N, 2° 17′ 11″ E / 41.607921°N,2.286283°E ca:Plaça de l'Església, s/n                                                                                 | bé cultural d'interès local                          | Church of Sant Esteve, Granollers        | Modifica les dades a Wikidata |
|        | Can Pedrals                                                                  | Vallès Oriental Granollers | edifici Ús: biblioteca pública    | 1750                                                                                        | 41° 36′ 33″ N, 2° 17′ 17″ E / 41.6091°N,2.28798°E ca:C. Antoni Espí i Grau, 6 - Pl. Josep Maluquer i Salvador. Granollers (Vallès Oriental) es:c/ Espí i Grau, 2 | bé cultural d'interès local                          | Biblioteca Can Pedrals                   | Modifica les dades a Wikidata |
|        | Central Transformadora d'Enher / Central Transformadora Estabanell i Pahissa | Granollers                 | edifici                           |                                                                                             | 41° 36′ 37″ N, 2° 17′ 03″ E / 41.6102219°N,2.2840774°E ca:Carrer del Rec, 35                                                                                     |                                                      |                                          | Modifica les dades a Wikidata |
|        | Col·legi Pereanton                                                           | Granollers                 | edifici                           | Arquitecte: Jeroni Martorell i Terrats Estil: noucentisme 1918                              | 41° 36′ 33″ N, 2° 17′ 17″ E / 41.609161°N,2.288144°E ca:Espí i Grau, 3                                                                                           | bé cultural d'interès local                          | Col·legi Pereanton                       | Modifica les dades a Wikidata |
|        | Companyia Estabanell                                                         | Granollers                 | edifici edifici industrial        |                                                                                             | 41° 36′ 35″ N, 2° 17′ 06″ E / 41.60981°N,2.28504°E 41° 36′ 35″ N, 2° 17′ 06″ E / 41.60978317260742°N,2.2851080894470215°E ca:Carrer del Rec, 28-32 ca:Rec, 26-32 |                                                      |                                          | Modifica les dades a Wikidata |
|        | Consell Comarcal del Vallès Oriental                                         | Granollers                 | edifici                           |                                                                                             | 41° 36′ 22″ N, 2° 17′ 10″ E / 41.605996322325°N,2.2861599888911°E 142 msnm                                                                                       |                                                      | Consell Comarcal del Vallès Oriental     | Modifica les dades a Wikidata |
|        | Convent Germanes Josefines                                                   | Granollers                 | edifici                           | Estil: arquitectura modernista                                                              | 41° 36′ 29″ N, 2° 17′ 06″ E / 41.608033°N,2.284964°E ca:Carrer de Sant Josep, 6                                                                                  | bé cultural d'interès local                          | Convent Germanes Josefines (Granollers)  | Modifica les dades a Wikidata |
|        | Escoles a Palou                                                              | Granollers                 | edifici                           | Estil: noucentisme 1932-09-08                                                               | 41° 35′ 12″ N, 2° 16′ 55″ E / 41.586586°N,2.281817°E ca:Passeig del Dr. Fàbregas, 38 - 40 (Palou)                                                                | bé cultural d'interès local                          | Escoles a Palou                          | Modifica les dades a Wikidata |
|        | Estació Transformadora Can Monic                                             | Granollers                 | edifici                           |                                                                                             | 41° 37′ 18″ N, 2° 17′ 34″ E / 41.62179°N,2.29283°E ca:Carrer del Primer Marquès de les Franqueses, 145                                                           |                                                      |                                          | Modifica les dades a Wikidata |
|        | Finestra de l'edifici a la plaça Doctor Guillamet, 4                         | Granollers                 | edifici                           |                                                                                             | 41° 36′ 27″ N, 2° 17′ 12″ E / 41.607513°N,2.28671°E | bé cultural d'interès local                          | Window in plaça Doctor Guillamet, 4      | Modifica les dades a Wikidata |
|        | Fonda Europa                                                                 | Granollers                 | edifici                           | Arquitecte: Josep Maria Miró i Guibernau Estil: arquitectura eclèctica 1923                 | 41° 36′ 30″ N, 2° 17′ 21″ E / 41.608302°N,2.289149°E ca:Anselm Clavé, 4 / Plaça Josep Barangé                                                                    | bé cultural d'interès local                          | Fonda Europa                             | Modifica les dades a Wikidata |
|        | Fàbrica Trullàs                                                              | Granollers                 | edifici                           | Estat: enderrocat o destruït                                                                | 41° 36′ 28″ N, 2° 17′ 08″ E / 41.60765°N,2.28553°E | bé integrant del patrimoni cultural català           | Fàbrica Trullàs                          | Modifica les dades a Wikidata |
|        | Fàbrica del carrer Joanot Martorell, 86                                      | Granollers                 | edifici                           |                                                                                             | 41° 36′ 34″ N, 2° 16′ 35″ E / 41.60946°N,2.2764°E ca:Carrer de Joanot Martorell, 86.                                                                             |                                                      |                                          | Modifica les dades a Wikidata |
|        | Hospital de Granollers                                                       | Granollers                 | edifici                           | Arquitecte: Josep Maria Miró i Guibernau Estil: arquitectura modernista 1923-07-25          | 41° 36′ 49″ N, 2° 17′ 44″ E / 41.613593°N,2.295512°E ca:Avinguda Francesc Ribas                                                                                  | bé cultural d'interès local                          | Hospital de Granollers                   | Modifica les dades a Wikidata |
|        | Llibreria Carbó / Can Carbó Nou                                              | Granollers                 | edifici                           | 1930                                                                                        | 41° 36′ 26″ N, 2° 17′ 18″ E / 41.60724°N,2.28839°E ca:Carrer Nou, 31                                                                                             |                                                      |                                          | Modifica les dades a Wikidata |
|        | Porxada de Granollers                                                        | Granollers                 | edifici                           | Estil: arquitectura del Renaixement                                                         | 41° 36′ 29″ N, 2° 17′ 15″ E / 41.6081°N,2.28752°E ca:Plaça de la Porxada, 15                                                                                     | bé d'interès cultural bé cultural d'interès nacional | Porxada de Granollers                    | Modifica les dades a Wikidata |
|        | Sindicat Agrícola                                                            | Granollers                 | edifici                           | 1945                                                                                        | 41° 36′ 29″ N, 2° 17′ 08″ E / 41.60793°N,2.28544°E ca:Carrer de Sant Jaume, 36                                                                                   |                                                      |                                          | Modifica les dades a Wikidata |
|        | Torre d'en Pujol / Can Riera dels Cavalls                                    | Granollers                 | edifici                           |                                                                                             | 41° 36′ 09″ N, 2° 17′ 44″ E / 41.6023641°N,2.2955525°E ca:Carrer de Josep Umbert, 145-147                                                                        |                                                      |                                          | Modifica les dades a Wikidata |
|        | Tèrmica de Roca Umbert                                                       | Granollers                 | edifici                           | 20th century                                                                                | 41° 36′ 06″ N, 2° 17′ 02″ E / 41.60161°N,2.2838°E ca:Avinguda Prat de la Riba, 75                                                                                |                                                      |                                          | Modifica les dades a Wikidata |
|        | edifici del carrer de Bruniquer 17                                           | Granollers                 | edifici                           |                                                                                             | 41° 36′ 32″ N, 2° 17′ 30″ E / 41.6089467°N,2.2916308°E ca:Carrer de Bruniquer, 17                                                                                |                                                      |                                          | Modifica les dades a Wikidata |
|        | el Casino                                                                    | Granollers                 | edifici estructura arquitectònica | Estil: arquitectura neoclàssica 1880                                                        | 41° 36′ 31″ N, 2° 17′ 25″ E / 41.6086248°N,2.2903099°E ca:Carrer Agustí Vinyamata, 23 ca:Agustí Vinyamata, 21                                                    |                                                      |                                          | Modifica les dades a Wikidata |
|        | pavelló Municipal d'Esports                                                  | Granollers                 | edifici                           | 20th century                                                                                | 41° 36′ 07″ N, 2° 16′ 56″ E / 41.601837°N,2.282152°E ca:C. Lluís Companys, 2 133 msnm                                                                            | bé integrant del patrimoni cultural català           | Pavelló Municipal d'Esports (Granollers) | Modifica les dades a Wikidata |

## edifici industrial
| imatge | Nom                        | Ubicat a   | instància de       | Detalls                                                   | coordenades                                                                          | Protecció                                  | Commons (més fotos)             | Dades a WD                    |
| ------ | -------------------------- | ---------- | ------------------ | --------------------------------------------------------- | ------------------------------------------------------------------------------------ | ------------------------------------------ | ------------------------------- | ----------------------------- |
|        | Fàbrica Isidre Comas       | Granollers | edifici industrial | Estil: arquitectura eclèctica Estat: parcialment destruït | 41° 36′ 25″ N, 2° 17′ 08″ E / 41.606969°N,2.285604°E ca:Sant Jaume, 60               | bé integrant del patrimoni cultural català | Fàbrica Isidre Comas            | Modifica les dades a Wikidata |
|        | Fàbrica Torras             | Granollers | edifici industrial | Estat: enderrocat o destruït                              | 41° 36′ 23″ N, 2° 17′ 31″ E / 41.60629111944444°N,2.291843°E                         |                                            |                                 | Modifica les dades a Wikidata |
|        | antiga Fàbrica Roca Umbert | Granollers | edifici industrial | Estil: arquitectura popular                               | 41° 36′ 08″ N, 2° 17′ 02″ E / 41.602217°N,2.283912°E ca:Avinguda Prat de la Riba, 75 | bé cultural d'interès local                | Roca Umbert Fàbrica de les Arts | Modifica les dades a Wikidata |

## edifici residencial
| imatge | Nom                                | Ubicat a   | instància de             | Detalls                 | coordenades | Protecció | Commons (més fotos) | Dades a WD                    |
| ------ | ---------------------------------- | ---------- | ------------------------ | ----------------------- | --- | --------- | ------------------- | ----------------------------- |
|        | Casa Pius Anfres Martí / 'La Tela' | Granollers | edifici residencial casa | Estil: noucentisme 1912 | 41° 36′ 07″ N, 2° 17′ 16″ E / 41.60198211669922°N,2.287799119949341°E ca:Av. Francesc Macià, 51                                                                 |           |                     | Modifica les dades a Wikidata |
|        | casa al carrer Barcelona, 37-41    | Granollers | edifici residencial      |                         | 41° 36′ 22″ N, 2° 17′ 14″ E / 41.60619354248047°N,2.2870888710021973°E ca:Barcelona, 37-41                                                                      |           |                     | Modifica les dades a Wikidata |
|        | casa del carrer de Corró, 63       | Granollers | edifici residencial casa | 1794                    | 41° 36′ 39″ N, 2° 17′ 18″ E / 41.610748291015625°N,2.288238048553467°E 41° 36′ 39″ N, 2° 17′ 18″ E / 41.61071°N,2.2882°E ca:Corró, 63 ca:Carrer de Corró, 63-65 |           |                     | Modifica les dades a Wikidata |

## element arquitectònic
| imatge | Nom                               | Ubicat a   | instància de          | Detalls | coordenades                                            | Protecció | Commons (més fotos) | Dades a WD                    |
| ------ | --------------------------------- | ---------- | --------------------- | ------- | ------------------------------------------------------ | --------- | ------------------- | ----------------------------- |
|        | Guarda-rodes / Guardacantons      | Granollers | element arquitectònic |         | 41° 36′ 22″ N, 2° 17′ 18″ E / 41.6059729°N,2.2883591°E |           |                     | Modifica les dades a Wikidata |
|        | Roc de la Creu / Roc dels Carlins | Granollers | element arquitectònic |         | 41° 35′ 20″ N, 2° 15′ 46″ E / 41.58882°N,2.26269°E     |           |                     | Modifica les dades a Wikidata |

## església
| imatge | Nom                                              | Ubicat a   | instància de                 | Detalls                                                | coordenades                                                                                                  | Protecció                                  | Commons (més fotos)                              | Dades a WD                    |
| ------ | ------------------------------------------------ | ---------- | ---------------------------- | ------------------------------------------------------ | --- | ------------------------------------------ | ------------------------------------------------ | ----------------------------- |
|        | Mare de Déu de Montserrat i Sant Antoni de Pàdua | Granollers | església                     |                                                        | 41° 36′ 54″ N, 2° 17′ 27″ E / 41.615094020865°N,2.2907052928986°E ca:carrer Joan Prim, 185. 08401 Granollers |                                            |                                                  | Modifica les dades a Wikidata |
|        | Nostra Senyora de Fàtima de Granollers           | Granollers | església església parroquial |                                                        | 41° 36′ 44″ N, 2° 16′ 46″ E / 41.61221°N,2.27958°E ca:Carretera de Caldes, 1                                 | bé integrant del patrimoni cultural català | Nostra Senyora de Fàtima (Granollers)            | Modifica les dades a Wikidata |
|        | Sant Esteve de Granollers                        | Granollers | església església parroquial | Estil: arquitectura gòtica Anomenat per: Esteve màrtir | 41° 36′ 28″ N, 2° 17′ 11″ E / 41.60784722°N,2.28646389°E ca:Plaça de l'Església                              | bé integrant del patrimoni cultural català | Church of Sant Esteve, Granollers                | Modifica les dades a Wikidata |
|        | Sant Joan                                        | Granollers | església                     |                                                        | 41° 35′ 00″ N, 2° 17′ 01″ E / 41.5834440408106°N,2.28355322552845°E                                          |                                            |                                                  | Modifica les dades a Wikidata |
|        | capella de Santa Anna                            | Granollers | església                     | Estil: arquitectura popular                            | 41° 36′ 32″ N, 2° 17′ 10″ E / 41.608853°N,2.286125°E ca:Plaça Caserna, 9 / Santa Anna                        | bé cultural d'interès local                | Capella de Santa Anna (Granollers)               | Modifica les dades a Wikidata |
|        | capella de Santa Esperança                       | Granollers | església                     | 1853                                                   | 41° 36′ 28″ N, 2° 17′ 18″ E / 41.607703°N,2.288376°E ca:Santa Esperança, 15                                  | bé cultural d'interès local                | Capella de Santa Esperança (Granollers)          | Modifica les dades a Wikidata |
|        | capella del Col·legi dels Escolapis              | Granollers | església                     | Estil: historicisme arquitectònic                      | 41° 36′ 18″ N, 2° 17′ 24″ E / 41.60495°N,2.28997°E                                                           | bé integrant del patrimoni cultural català | Capella del Col·legi dels Escolapis (Granollers) | Modifica les dades a Wikidata |
|        | capella dels Sants Metges                        | Granollers | església                     | 20th century                                           | 41° 36′ 43″ N, 2° 17′ 20″ E / 41.612077°N,2.288935°E ca:Corró, 114                                           | bé cultural d'interès local                | Capella dels Sants Metges (Granollers)           | Modifica les dades a Wikidata |

## estació de ferrocarril
| imatge | Nom                              | Ubicat a   | instància de                                 | Detalls | coordenades                                                                                             | Protecció | Commons (més fotos)                 | Dades a WD                    |
| ------ | -------------------------------- | ---------- | -------------------------------------------- | ------- | --- | --------- | ----------------------------------- | ----------------------------- |
|        | Estació de Granollers Centre     | Granollers | estació de ferrocarril estació en superfície |         | 41° 35′ 59″ N, 2° 17′ 29″ E / 41.599694444444445°N,2.29125°E 141 msnm                                   |           | Granollers Centre train station     | Modifica les dades a Wikidata |
|        | Estació de Granollers-Canovelles | Granollers | estació de ferrocarril                       |         | 41° 36′ 41″ N, 2° 16′ 37″ E / 41.611444444444444°N,2.2768888888888887°E ca:Carrer de Joan Maragall, s/n |           | Granollers Canovelles train station | Modifica les dades a Wikidata |

## jardí públic
| imatge | Nom                          | Ubicat a   | instància de      | Detalls | coordenades | Protecció | Commons (més fotos) | Dades a WD                    |
| ------ | ---------------------------- | ---------- | ----------------- | ------- | --- | --------- | ------------------- | ----------------------------- |
|        | Bosc de la Pau               | Granollers | jardí públic bosc | 2008    | 41° 35′ 46″ N, 2° 16′ 32″ E / 41.59618°N,2.27554°E ca:Sector oest del terme municipal. Ribera del riu Congost. |           |                     | Modifica les dades a Wikidata |
|        | Parc del Puig de les Forques | Granollers | jardí públic      |         | 41° 36′ 35″ N, 2° 17′ 52″ E / 41.6096423°N,2.297768°E ca:Sector nord-est del nucli urbà. Turó de les Forques.  |           |                     | Modifica les dades a Wikidata |

## masia
| imatge | Nom                   | Ubicat a   | instància de | Detalls                                  | coordenades | Protecció                                  | Commons (més fotos)          | Dades a WD                    |
| ------ | --------------------- | ---------- | ------------ | ---------------------------------------- | --- | ------------------------------------------ | ---------------------------- | ----------------------------- |
|        | Ca l'Esquella         | Granollers | masia        |                                          | 41° 35′ 06″ N, 2° 16′ 08″ E / 41.5849642434254°N,2.26892411317177°E |                                            |                              | Modifica les dades a Wikidata |
|        | Ca n'Esquella         | Granollers | masia        |                                          | 41° 35′ 37″ N, 2° 17′ 32″ E / 41.593513054252°N,2.2921048473841°E 136 msnm |                                            | Ca n'Esquella                | Modifica les dades a Wikidata |
|        | Ca n'Ocell            | Granollers | masia        |                                          | 41° 34′ 27″ N, 2° 17′ 09″ E / 41.5741808714998°N,2.28585067995604°E |                                            |                              | Modifica les dades a Wikidata |
|        | Cal Ceballot          | Granollers | masia        |                                          | 41° 34′ 28″ N, 2° 17′ 15″ E / 41.5745066701434°N,2.28755038622551°E |                                            |                              | Modifica les dades a Wikidata |
|        | Cal Gravat            | Granollers | masia        |                                          | 41° 34′ 40″ N, 2° 17′ 13″ E / 41.5778269217035°N,2.28699808334829°E |                                            |                              | Modifica les dades a Wikidata |
|        | Cal Mariner           | Granollers | masia        |                                          | 41° 35′ 26″ N, 2° 16′ 46″ E / 41.5906413976645°N,2.27932233389806°E |                                            |                              | Modifica les dades a Wikidata |
|        | Cal Mariner Nou       | Granollers | masia        |                                          | 41° 35′ 27″ N, 2° 16′ 54″ E / 41.5908908099894°N,2.28175516734255°E |                                            |                              | Modifica les dades a Wikidata |
|        | Cal Pastor            | Granollers | masia        |                                          | 41° 35′ 53″ N, 2° 16′ 27″ E / 41.5981848427247°N,2.27429465674881°E ca:Sector nord del polígon industrial El Congost. Camí de can Pastor, s/n                                         |                                            |                              | Modifica les dades a Wikidata |
|        | Cal Rei               | Granollers | masia        |                                          | 41° 34′ 45″ N, 2° 17′ 16″ E / 41.5790840476494°N,2.28782396760018°E ca:Camí de cal Rei, s/n. Sector sud-est del terme municipal. Al barri de cal Rei. (Palou).                        |                                            |                              | Modifica les dades a Wikidata |
|        | Cal Sardiner          | Granollers | masia        |                                          | 41° 35′ 41″ N, 2° 17′ 38″ E / 41.5947400888565°N,2.29390325639749°E |                                            |                              | Modifica les dades a Wikidata |
|        | Can Bassa             | Palou      | masia        | Estil: arquitectura popular 16th century | 41° 35′ 29″ N, 2° 16′ 49″ E / 41.591286°N,2.280217°E ca:Ctra. el Masnou - Granollers, km 15,5, a 0,5 km 129 msnm                                                                      | bé cultural d'interès local                | Can Bassa (Palou)            | Modifica les dades a Wikidata |
|        | Can Batzacs           | Granollers | masia        |                                          | 41° 34′ 54″ N, 2° 16′ 51″ E / 41.5815899157291°N,2.28088653935611°E |                                            |                              | Modifica les dades a Wikidata |
|        | Can Belitre           | Granollers | masia        |                                          | 41° 35′ 03″ N, 2° 17′ 19″ E / 41.5840602374911°N,2.28850109368897°E 122 msnm |                                            | Can Belitre (Granollers)     | Modifica les dades a Wikidata |
|        | Can Bonastre          | Granollers | masia        |                                          | 41° 35′ 22″ N, 2° 16′ 09″ E / 41.5893883060587°N,2.26916214800208°E ca:Camí de la Serra, s/n                                                                                          |                                            |                              | Modifica les dades a Wikidata |
|        | Can Borrasca          | Granollers | masia        |                                          | 41° 35′ 26″ N, 2° 16′ 13″ E / 41.5906569996537°N,2.27037163628375°E ca:Camí de can Many, s/n. Camí de can Guri.                                                                       |                                            |                              | Modifica les dades a Wikidata |
|        | Can Bou               | Granollers | masia        |                                          | 41° 34′ 54″ N, 2° 16′ 41″ E / 41.5817980927397°N,2.27817304715495°E |                                            |                              | Modifica les dades a Wikidata |
|        | Can Brutau            | Granollers | masia        |                                          | 41° 34′ 57″ N, 2° 16′ 41″ E / 41.5826349541561°N,2.27804376170903°E |                                            |                              | Modifica les dades a Wikidata |
|        | Can Capdevila         | Granollers | masia        |                                          | 41° 36′ 49″ N, 2° 16′ 25″ E / 41.6136819547268°N,2.27361687799059°E |                                            |                              | Modifica les dades a Wikidata |
|        | Can Carbassot         | Granollers | masia        |                                          | 41° 35′ 00″ N, 2° 17′ 28″ E / 41.5832843994486°N,2.29122085627526°E |                                            |                              | Modifica les dades a Wikidata |
|        | Can Català            | Granollers | masia        |                                          | 41° 34′ 22″ N, 2° 15′ 59″ E / 41.5726986979435°N,2.26645958494649°E |                                            |                              | Modifica les dades a Wikidata |
|        | Can Climent           | Granollers | masia        |                                          | 41° 35′ 24″ N, 2° 16′ 09″ E / 41.589991441785°N,2.26910735368915°E |                                            |                              | Modifica les dades a Wikidata |
|        | Can Colom             | Granollers | masia        |                                          | 41° 35′ 33″ N, 2° 17′ 32″ E / 41.5926212512158°N,2.29209059444159°E 138 msnm |                                            | Can Colom (Granollers)       | Modifica les dades a Wikidata |
|        | Can Congost           | Granollers | masia        |                                          | 41° 35′ 24″ N, 2° 17′ 22″ E / 41.589934249471746°N,2.289383411407471°E 127 msnm |                                            | Can Congost (Granollers)     | Modifica les dades a Wikidata |
|        | Can Covaner           | Granollers | masia        |                                          | 41° 35′ 26″ N, 2° 17′ 20″ E / 41.590584°N,2.288863°E 127 msnm |                                            | Can Covaner                  | Modifica les dades a Wikidata |
|        | Can Jané              | Granollers | masia        |                                          | 41° 35′ 36″ N, 2° 17′ 32″ E / 41.593332°N,2.29213°E 136 msnm |                                            | Can Jané (Granollers)        | Modifica les dades a Wikidata |
|        | Can Joia              | Granollers | masia        |                                          | 41° 35′ 52″ N, 2° 16′ 24″ E / 41.5978910241585°N,2.27340999565204°E |                                            |                              | Modifica les dades a Wikidata |
|        | Can Julianet          | Granollers | masia        |                                          | 41° 34′ 32″ N, 2° 17′ 03″ E / 41.575557°N,2.284164°E 114 msnm |                                            | Can Julianet                 | Modifica les dades a Wikidata |
|        | Can Julià Malo        | Granollers | masia        |                                          | 41° 34′ 26″ N, 2° 16′ 49″ E / 41.5738582575296°N,2.28033657293189°E |                                            |                              | Modifica les dades a Wikidata |
|        | Can Maiol             | Granollers | masia        |                                          | 41° 34′ 20″ N, 2° 16′ 49″ E / 41.572335762137°N,2.28029349913606°E |                                            |                              | Modifica les dades a Wikidata |
|        | Can Maiol (Palou)     | Granollers | masia casa   |                                          | 41° 35′ 07″ N, 2° 16′ 49″ E / 41.58526992797851°N,2.2802751064300537°E 41° 35′ 07″ N, 2° 16′ 49″ E / 41.5852494°N,2.28036°E ca:Palou. Camí de Can Maiol ca:Camí de can Mayol (Palou). |                                            |                              | Modifica les dades a Wikidata |
|        | Can Maiol de la Riera | Granollers | masia        |                                          | 41° 35′ 10″ N, 2° 16′ 43″ E / 41.586141460633°N,2.27847258944752°E |                                            |                              | Modifica les dades a Wikidata |
|        | Can Maiolet           | Granollers | masia        |                                          | 41° 34′ 59″ N, 2° 16′ 18″ E / 41.5830723571915°N,2.27170467552207°E |                                            |                              | Modifica les dades a Wikidata |
|        | Can Malla             | Granollers | masia        | Estil: historicisme arquitectònic 1895   | 41° 34′ 35″ N, 2° 16′ 41″ E / 41.576411°N,2.278007°E ca:Carretera de Montmeló, s/n | bé integrant del patrimoni cultural català | Can Malla (Granollers)       | Modifica les dades a Wikidata |
|        | Can Malo              | Granollers | masia        |                                          | 41° 34′ 42″ N, 2° 17′ 13″ E / 41.5782049027264°N,2.2869459430189°E |                                            |                              | Modifica les dades a Wikidata |
|        | Can Masferrer         | Granollers | masia        |                                          | 41° 34′ 44″ N, 2° 17′ 14″ E / 41.5787557204975°N,2.28716780459133°E |                                            |                              | Modifica les dades a Wikidata |
|        | Can Moragues          | Granollers | masia        |                                          | 41° 34′ 50″ N, 2° 17′ 09″ E / 41.5804226161993°N,2.28580590680636°E |                                            |                              | Modifica les dades a Wikidata |
|        | Can Muntanyola        | Granollers | masia        | Estil: arquitectura popular              | 41° 35′ 38″ N, 2° 16′ 53″ E / 41.593942°N,2.281412°E ca:Camí de can Muntanyola 10 | bé integrant del patrimoni cultural català | Can Muntanyola (Granollers)  | Modifica les dades a Wikidata |
|        | Can Ninou             | Granollers | masia        |                                          | 41° 34′ 46″ N, 2° 16′ 10″ E / 41.5793829783563°N,2.26943091419364°E ca:Palou, sector oest. A la Serra de Ponent. Camí de can Ninou, s/n                                               |                                            |                              | Modifica les dades a Wikidata |
|        | Can Pau Belitre       | Granollers | masia        |                                          | 41° 34′ 59″ N, 2° 17′ 27″ E / 41.583°N,2.29088°E 129 msnm |                                            | Can Pau Belitre              | Modifica les dades a Wikidata |
|        | Can Pere Riera        | Granollers | masia        |                                          | 41° 35′ 04″ N, 2° 17′ 11″ E / 41.58441701953°N,2.28648170263694°E |                                            |                              | Modifica les dades a Wikidata |
|        | Can Petit Many        | Granollers | masia        |                                          | 41° 35′ 41″ N, 2° 16′ 00″ E / 41.5946060755552°N,2.26673953634954°E |                                            |                              | Modifica les dades a Wikidata |
|        | Can Plantada          | Granollers | masia        |                                          | 41° 34′ 34″ N, 2° 16′ 45″ E / 41.5761472068773°N,2.27907564393292°E ca:Carretera de Montmeló, s/n (km. 4,5)                                                                           |                                            |                              | Modifica les dades a Wikidata |
|        | Can Plantada Petit    | Granollers | masia        |                                          | 41° 34′ 28″ N, 2° 16′ 50″ E / 41.5743918251035°N,2.28067850550071°E |                                            |                              | Modifica les dades a Wikidata |
|        | Can Puigpei           | Granollers | masia        |                                          | 41° 35′ 12″ N, 2° 17′ 10″ E / 41.5865765976133°N,2.28613399914916°E |                                            |                              | Modifica les dades a Wikidata |
|        | Can Quadres           | Granollers | masia        |                                          | 41° 36′ 38″ N, 2° 16′ 22″ E / 41.6105332810764°N,2.27280008109858°E |                                            |                              | Modifica les dades a Wikidata |
|        | Can Riba de la Serra  | Granollers | masia        |                                          | 41° 34′ 29″ N, 2° 16′ 03″ E / 41.574786°N,2.267542°E ca:Sector sud-oest del terme municipal, a ponent del riu Congost. Camí de can Riba de la Serra, s/n (antic terme de Palou)       | bé cultural d'interès local                |                              | Modifica les dades a Wikidata |
|        | Can Ronses            | Granollers | masia        |                                          | 41° 35′ 11″ N, 2° 16′ 49″ E / 41.5865013°N,2.2802098°E ca:Passeig del Dr. Fàbregas, 68 (Palou)                                                                                        |                                            |                              | Modifica les dades a Wikidata |
|        | Can Rovireta          | Granollers | masia        |                                          | 41° 35′ 26″ N, 2° 17′ 31″ E / 41.5905667072457°N,2.29194506932734°E 136 msnm |                                            | Can Rovireta (Granollers)    | Modifica les dades a Wikidata |
|        | Can Taronjaire        | Granollers | masia        |                                          | 41° 35′ 42″ N, 2° 16′ 46″ E / 41.5950204073079°N,2.27956159518313°E |                                            |                              | Modifica les dades a Wikidata |
|        | Can Tinet             | Granollers | masia        |                                          | 41° 35′ 03″ N, 2° 17′ 07″ E / 41.5842289140306°N,2.28520011225193°E |                                            |                              | Modifica les dades a Wikidata |
|        | Can Tià               | Granollers | masia        |                                          | 41° 34′ 49″ N, 2° 17′ 20″ E / 41.5803879816298°N,2.28893727686321°E |                                            |                              | Modifica les dades a Wikidata |
|        | Can Tries             | Granollers | masia        |                                          | 41° 34′ 27″ N, 2° 16′ 43″ E / 41.5741258866198°N,2.27848637789248°E |                                            |                              | Modifica les dades a Wikidata |
|        | Masia Junyent         | Granollers | masia        | Estil: arquitectura popular              | 41° 34′ 49″ N, 2° 16′ 42″ E / 41.58025°N,2.278337°E ca:Camí Ral; carrer del Junyent, 18 (Palou)                                                                                       | bé cultural d'interès local                |                              | Modifica les dades a Wikidata |
|        | Masia les Tres Torres | Granollers | masia        | Estil: arquitectura popular              | 41° 35′ 54″ N, 2° 17′ 02″ E / 41.598425°N,2.28387°E ca:Tres Torres, 18-20 | bé cultural d'interès local                | Les Tres Torres (Granollers) | Modifica les dades a Wikidata |
|        | Molinot de Palou      | Granollers | masia        |                                          | 41° 35′ 21″ N, 2° 16′ 43″ E / 41.58908°N,2.27866°E ca:Sector sud del terme municipal. Antic terme de Palou.                                                                           |                                            |                              | Modifica les dades a Wikidata |
|        | Terra Alta            | Granollers | masia        |                                          | 41° 36′ 35″ N, 2° 16′ 05″ E / 41.609673077543°N,2.2679888821157°E |                                            |                              | Modifica les dades a Wikidata |
|        | l'Arbeca              | Granollers | masia        |                                          | 41° 35′ 47″ N, 2° 17′ 07″ E / 41.59626°N,2.28532°E ca:Carrer Arbeca, 3. |                                            |                              | Modifica les dades a Wikidata |
|        | la Fàbrica            | Granollers | masia        |                                          | 41° 35′ 33″ N, 2° 17′ 09″ E / 41.5924836689442°N,2.28586494658624°E |                                            |                              | Modifica les dades a Wikidata |

## mobiliari urbà
| imatge | Nom                                       | Ubicat a   | instància de   | Detalls      | coordenades | Protecció | Commons (més fotos) | Dades a WD                    |
| ------ | ----------------------------------------- | ---------- | -------------- | ------------ | --- | --------- | ------------------- | ----------------------------- |
|        | A Enrica Florensa                         | Granollers | mobiliari urbà | 2001         | 41° 36′ 27″ N, 2° 16′ 52″ E / 41.60749°N,2.28116°E ca:Plaça de Sant Tomàs d’Aquino (davant l’Escola Salvador Espriu). |           |                     | Modifica les dades a Wikidata |
|        | Instal·lació artística del Parc de Ponent | Granollers | mobiliari urbà | 2018         | 41° 36′ 40″ N, 2° 17′ 03″ E / 41.61115°N,2.28404°E ca:Passeig Rafael Casanova, s/n.                                   |           |                     | Modifica les dades a Wikidata |
|        | Sant Roc                                  | Granollers | mobiliari urbà | 20th century | 41° 36′ 30″ N, 2° 17′ 20″ E / 41.60828°N,2.2888°E ca:Carrer de Sant Roc, cantonada amb el carrer d’Anselm Clavé.      |           |                     | Modifica les dades a Wikidata |

## molí d'aigua
| imatge | Nom                  | Ubicat a   | instància de | Detalls                     | coordenades | Protecció                                  | Commons (més fotos) | Dades a WD                    |
| ------ | -------------------- | ---------- | ------------ | --------------------------- | --- | ------------------------------------------ | ------------------- | ----------------------------- |
|        | Molí de Can Many     | Granollers | molí d'aigua |                             | 41° 35′ 32″ N, 2° 16′ 21″ E / 41.5922639383385°N,2.27236925789085°E                                             |                                            |                     | Modifica les dades a Wikidata |
|        | Molí de Pla de Palou | Granollers | molí d'aigua | Estil: arquitectura popular | | bé integrant del patrimoni cultural català |                     | Modifica les dades a Wikidata |
|        | Molí d’en Many       | Granollers | molí d'aigua |                             | 41° 35′ 32″ N, 2° 16′ 21″ E / 41.59213°N,2.27241°E ca:Sector de la Serra de Ponent. Carrer Molí d'en Many, s/n. |                                            |                     | Modifica les dades a Wikidata |

## monument
| imatge | Nom                     | Ubicat a   | instància de | Detalls | coordenades | Protecció | Commons (més fotos) | Dades a WD                    |
| ------ | ----------------------- | ---------- | ------------ | ------- | --- | --------- | ------------------- | ----------------------------- |
|        | Monument a Anselm Clavé | Granollers | monument     | 1966    | 41° 36′ 29″ N, 2° 17′ 25″ E / 41.60817337036133°N,2.2903270721435547°E 41° 36′ 29″ N, 2° 17′ 25″ E / 41.60807°N,2.29018°E ca:Plaça Josep Barangé ca:Plaça de Josep Barangé, s/n. |           |                     | Modifica les dades a Wikidata |
|        | Monument a la Sardana   | Granollers | monument     | 1976    | 41° 36′ 28″ N, 2° 17′ 28″ E / 41.60781°N,2.29123°E 41° 36′ 26″ N, 2° 17′ 30″ E / 41.607269287109375°N,2.291743040084839°E ca:Parc de Torres Villà ca:Parc de Torres Vilà         |           |                     | Modifica les dades a Wikidata |

## muntanya
| imatge | Nom               | Ubicat a                      | instància de | Detalls | coordenades                                                  | Protecció | Commons (més fotos)   | Dades a WD                    |
| ------ | ----------------- | ----------------------------- | ------------ | ------- | ------------------------------------------------------------ | --------- | --------------------- | ----------------------------- |
|        | Turó de Can Ribes | Granollers                    | muntanya     |         | 41° 35′ 12″ N, 2° 15′ 46″ E / 41.5868°N,2.26264°E 174.6 msnm |           |                       | Modifica les dades a Wikidata |
|        | el Pedró          | Granollers la Roca del Vallès | muntanya     |         | 41° 34′ 59″ N, 2° 17′ 36″ E / 41.58315°N,2.293229°E 168 msnm |           | El Pedró (Granollers) | Modifica les dades a Wikidata |

## mural
| imatge | Nom                                                      | Ubicat a   | instància de                | Detalls                            | coordenades | Protecció | Commons (més fotos) | Dades a WD                    |
| ------ | -------------------------------------------------------- | ---------- | --------------------------- | ---------------------------------- | --- | --------- | ------------------- | ----------------------------- |
|        | Grafit dels Xics de Granollers                           | Granollers | mural element arquitectònic | 2006 Dedicat a: Xics de Granollers | 41° 36′ 30″ N, 2° 17′ 12″ E / 41.60833358764648°N,2.2867419719696045°E ca:Plaça Folch i Torres, 12 |           |                     | Modifica les dades a Wikidata |
|        | Pintura Mural a Refugi                                   | Granollers | mural mobiliari urbà        | 2018                               | 41° 36′ 35″ N, 2° 17′ 12″ E / 41.60959°N,2.2868°E 41° 36′ 34″ N, 2° 17′ 13″ E / 41.60957336425781°N,2.286837100982666°E ca:Carrer de la muralla (cantonada amb carrer de Catalunya). ca:Muralla / Catalunya               |           |                     | Modifica les dades a Wikidata |
|        | Pintura mural De quan els animals van tornar a la ciutat | Granollers | mural mobiliari urbà        | 2021                               | 41° 36′ 50″ N, 2° 16′ 51″ E / 41.61378860473633°N,2.2809340953826904°E 41° 36′ 50″ N, 2° 16′ 51″ E / 41.61376°N,2.28095°E ca:Joan Vidal i Jumbert, 24 / Plaça Llibertat ca:Plaça de la Llibertat; carrer Vidal i Jumbert. |           |                     | Modifica les dades a Wikidata |

## nucli de població
| imatge | Nom                    | Ubicat a   | instància de                                      | Detalls | coordenades                                                                                            | Protecció | Commons (més fotos) | Dades a WD                    |
| ------ | ---------------------- | ---------- | ------------------------------------------------- | ------- | --- | --------- | ------------------- | ----------------------------- |
|        | Can Bassa              | Granollers | nucli de població                                 |         | 41° 35′ 32″ N, 2° 17′ 15″ E / 41.59227°N,2.28745°E                                                     |           | Can Bassa (nucli)   | Modifica les dades a Wikidata |
|        | Molí de Can Muntanyola | Granollers | nucli de població                                 |         | 41° 35′ 33″ N, 2° 16′ 36″ E / 41.592613934043°N,2.2765804428246°E                                      |           |                     | Modifica les dades a Wikidata |
|        | Palou                  | Granollers | nucli de població ens local històric de Catalunya |         | 41° 34′ 46″ N, 2° 16′ 58″ E / 41.579430555556°N,2.2828666666667°E ca:Al sector sud del terme municipal |           | Palou (Granollers)  | Modifica les dades a Wikidata |

## obra escultòrica
| imatge | Nom                                                          | Ubicat a   | instància de              | Detalls                                                                             | coordenades | Protecció | Commons (més fotos)                            | Dades a WD                    |
| ------ | ------------------------------------------------------------ | ---------- | ------------------------- | ----------------------------------------------------------------------------------- | --- | --------- | ---------------------------------------------- | ----------------------------- |
|        | El regal i la força de l’equip                               | Granollers | obra escultòrica monument | 2003                                                                                | 41° 36′ 41″ N, 2° 16′ 55″ E / 41.61142°N,2.2819°E 41° 36′ 41″ N, 2° 16′ 55″ E / 41.61143112182617°N,2.281917095184326°E ca:Rotonda del passeig de la Conca del Besòs amb la carretera de Caldes. ca:Av. de l'Estació / Passeig Fluvial |           |                                                | Modifica les dades a Wikidata |
|        | Escultura a Lluís Companys                                   | Granollers | obra escultòrica monument | 2002                                                                                | 41° 36′ 07″ N, 2° 16′ 56″ E / 41.60193°N,2.28235°E 41° 36′ 07″ N, 2° 16′ 57″ E / 41.60189437866211°N,2.282499074935913°E ca:Passeig de Lluís Companys, s/n ca:Lluís Companys, davant del Pavelló Municipal d'Esports                   |           |                                                | Modifica les dades a Wikidata |
|        | Fus Europa                                                   | Granollers | obra escultòrica          | 2005                                                                                | 41° 35′ 42″ N, 2° 17′ 06″ E / 41.59496°N,2.28501°E ca:Rotonda del carrer Francesc Macià, amb l’Avinguda Europa. |           |                                                | Modifica les dades a Wikidata |
|        | Granollers a l'Onze de Setembre                              | Granollers | obra escultòrica monument | Creador: Manuel Cusachs i Xivillé 1984                                              | 41° 36′ 18″ N, 2° 17′ 27″ E / 41.60492°N,2.29083°E ca:Plaça Onze de Setembre |           | Monument a l'Onze de Setembre (Manuel Cusachs) | Modifica les dades a Wikidata |
|        | Homenatge a Josep Sala i Perramon                            | Granollers | obra escultòrica          | 1998                                                                                | 41° 36′ 02″ N, 2° 17′ 10″ E / 41.60066°N,2.28625°E ca:Als Jardins de Josep Sala, al costat de la plaça de Sant Miquel. |           |                                                | Modifica les dades a Wikidata |
|        | Homenatge a la Pagesia                                       | Granollers | obra escultòrica          | 2000s                                                                               | 41° 36′ 02″ N, 2° 17′ 10″ E / 41.6005°N,2.28605°E ca:Als Jardins Josep Sala i Perramon, al costat de la plaça de Sant Miquel. |           |                                                | Modifica les dades a Wikidata |
|        | Homenatge a la Vellesa                                       | Granollers | obra escultòrica          | 1996                                                                                | 41° 37′ 08″ N, 2° 17′ 33″ E / 41.61892°N,2.29239°E ca:Plaça de Jaume I, s/n. |           |                                                | Modifica les dades a Wikidata |
|        | La serp                                                      | Granollers | obra escultòrica          | 1987                                                                                | 41° 36′ 28″ N, 2° 17′ 23″ E / 41.60772°N,2.28978°E ca:Plaça Josep Barangé, s/n. |           |                                                | Modifica les dades a Wikidata |
|        | PerPIGnan (llambordes de porcs a la plaça de Lluís Perpinyà) | Granollers | obra escultòrica          | 2001                                                                                | 41° 36′ 33″ N, 2° 17′ 21″ E / 41.60928°N,2.2893°E ca:Plaça de Lluís Perpinyà, s/n. |           |                                                | Modifica les dades a Wikidata |
|        | la Família                                                   | Granollers | obra escultòrica          | Arquitecte: Xavier Corberó i Olivella 1990                                          | 41° 36′ 17″ N, 2° 16′ 52″ E / 41.6047589°N,2.2812209°E ca:Parc del Congost. Carrer Pius XII, s/n |           |                                                | Modifica les dades a Wikidata |
|        | monument a en Patufet                                        | Granollers | obra escultòrica monument | Creador: Efraïm Rodríguez Cobos 2003-04-26 Ample: 95cm Alt: 75cm Dedicat a: Patufet | 41° 36′ 29″ N, 2° 17′ 12″ E / 41.608154°N,2.286608°E ca:Plaça Folch i Torres. Granollers |           | Monument a en Patufet                          | Modifica les dades a Wikidata |

## parc
| imatge | Nom                  | Ubicat a              | instància de | Detalls                                    | coordenades                                                                   | Protecció | Commons (més fotos)         | Dades a WD                    |
| ------ | -------------------- | --------------------- | ------------ | ------------------------------------------ | ----------------------------------------------------------------------------- | --------- | --------------------------- | ----------------------------- |
|        | Parc Torras i Villà  | Granollers            | parc         | 1974 Anomenat per: Francesc Torras i Villà | 41° 36′ 27″ N, 2° 17′ 29″ E / 41.60749°N,2.291436°E ca:Avinguda del Parc, s/n |           | Parc Torras i Villà         | Modifica les dades a Wikidata |
|        | Parc de Ponent       | Granollers            | parc         |                                            | 41° 36′ 45″ N, 2° 17′ 07″ E / 41.612399335314926°N,2.2851550008806507°E       |           | Parc de Ponent (Granollers) | Modifica les dades a Wikidata |
|        | parc de la Quitxalla | Canovelles Granollers | parc         |                                            | 41° 37′ 00″ N, 2° 17′ 07″ E / 41.61661°N,2.28526°E                            |           |                             | Modifica les dades a Wikidata |

## plaça
| imatge | Nom                                        | Ubicat a   | instància de       | Detalls | coordenades                                                                                  | Protecció | Commons (més fotos) | Dades a WD                    |
| ------ | ------------------------------------------ | ---------- | ------------------ | ------- | -------------------------------------------------------------------------------------------- | --------- | ------------------- | ----------------------------- |
|        | Plaça Josep Barangé                        | Granollers | plaça conjunt urbà |         | 41° 36′ 28″ N, 2° 17′ 23″ E / 41.60785675048828°N,2.289797067642212°E ca:Plaça Josep Barangé |           |                     | Modifica les dades a Wikidata |
|        | plaça de Lluís Perpinyà / Plaça dels Porcs | Granollers | plaça              |         | 41° 36′ 34″ N, 2° 17′ 22″ E / 41.60937°N,2.28933°E ca:Plaça de Lluís Perpinyà                |           |                     | Modifica les dades a Wikidata |
|        | plaça de la Corona                         | Granollers | plaça              |         | 41° 36′ 20″ N, 2° 17′ 18″ E / 41.6056333°N,2.2884022°E ca:Plaça de la Corona                 |           |                     | Modifica les dades a Wikidata |
|        | plaça de les Olles                         | Granollers | plaça              |         | 41° 36′ 30″ N, 2° 17′ 14″ E / 41.60844°N,2.28723°E ca:Plaça de les Olles                     |           |                     | Modifica les dades a Wikidata |
|        | plaça dels Cabrits                         | Granollers | plaça              |         | 41° 36′ 31″ N, 2° 17′ 15″ E / 41.60852°N,2.28745°E ca:Plaça dels Cabrits, s/n.               |           | Plaça dels Cabrits  | Modifica les dades a Wikidata |

## polígon industrial
| imatge | Nom                                     | Ubicat a   | instància de       | Detalls | coordenades                                                         | Protecció | Commons (més fotos) | Dades a WD                    |
| ------ | --------------------------------------- | ---------- | ------------------ | ------- | ------------------------------------------------------------------- | --------- | ------------------- | ----------------------------- |
|        | Polígon industrial Cal Gordi-Cal Català | Granollers | polígon industrial |         | 41° 34′ 10″ N, 2° 16′ 00″ E / 41.5693410701581°N,2.26678542702209°E |           |                     | Modifica les dades a Wikidata |
|        | Polígon industrial Coll de la Manya     | Granollers | polígon industrial |         | 41° 35′ 32″ N, 2° 15′ 56″ E / 41.5921671798525°N,2.2656512968607°E  |           |                     | Modifica les dades a Wikidata |
|        | Polígon industrial El Congost           | Granollers | polígon industrial |         | 41° 35′ 44″ N, 2° 16′ 28″ E / 41.5954833986028°N,2.2744089113947°E  |           |                     | Modifica les dades a Wikidata |
|        | Polígon industrial Els Xops             | Granollers | polígon industrial |         | 41° 34′ 57″ N, 2° 15′ 53″ E / 41.5826313998099°N,2.26469165843381°E |           |                     | Modifica les dades a Wikidata |
|        | Polígon industrial Font del Ràdium      | Granollers | polígon industrial |         | 41° 35′ 54″ N, 2° 16′ 00″ E / 41.5983891375014°N,2.26674471244903°E |           |                     | Modifica les dades a Wikidata |
|        | Polígon industrial Jordi Camp           | Granollers | polígon industrial |         | 41° 36′ 21″ N, 2° 16′ 39″ E / 41.6058064947627°N,2.27740147510624°E |           |                     | Modifica les dades a Wikidata |
|        | Polígon industrial Palou Nord           | Granollers | polígon industrial |         | 41° 35′ 40″ N, 2° 16′ 54″ E / 41.5944305526686°N,2.28173992326157°E |           |                     | Modifica les dades a Wikidata |
|        | Polígon industrial Palou Sud            | Granollers | polígon industrial |         | 41° 35′ 07″ N, 2° 17′ 05″ E / 41.5853241392138°N,2.28461217463245°E |           |                     | Modifica les dades a Wikidata |
|        | Polígon industrial Sant Julià           | Granollers | polígon industrial |         | 41° 35′ 19″ N, 2° 16′ 27″ E / 41.5885997922661°N,2.27407807584685°E |           |                     | Modifica les dades a Wikidata |

## rellotge de sol
| imatge | Nom                                                  | Ubicat a   | instància de    | Detalls      | coordenades | Protecció | Commons (més fotos) | Dades a WD                    |
| ------ | ---------------------------------------------------- | ---------- | --------------- | ------------ | --- | --------- | ------------------- | ----------------------------- |
|        | rellotge de Sol de Can Regalat                       | Granollers | rellotge de sol | 1880         | 41° 34′ 56″ N, 2° 17′ 02″ E / 41.5820835°N,2.2839653°E ca:Carrer de Sant Josep, 1.Can Regalat. Sector sud del terme municipal. Barri de Sant Josep (Palou). |           |                     | Modifica les dades a Wikidata |
|        | rellotge de sol de l'església de Sant Julià de Palou | Granollers | rellotge de sol |              | 41° 35′ 11″ N, 2° 16′ 44″ E / 41.58633°N,2.2787511°E ca:Plaça Canonge Josep Oliveras, 1.                                                                    |           |                     | Modifica les dades a Wikidata |
|        | rellotge de sol de la Granja Ginesta                 | Granollers | rellotge de sol | 20th century | 41° 34′ 57″ N, 2° 16′ 52″ E / 41.5825864°N,2.2811987°E ca:Carretera del Masnou, s/n. Granja Ginesta                                                         |           |                     | Modifica les dades a Wikidata |

## safareig
| imatge | Nom                                  | Ubicat a   | instància de | Detalls | coordenades | Protecció | Commons (més fotos) | Dades a WD                    |
| ------ | ------------------------------------ | ---------- | ------------ | ------- | --- | --------- | ------------------- | ----------------------------- |
|        | Rentador de Junyent                  | Granollers | safareig     |         | 41° 34′ 48″ N, 2° 16′ 43″ E / 41.58006°N,2.2787°E ca:Sector sud del terme municipal. Barri del Junyent, camí Ral (Palou).    |           |                     | Modifica les dades a Wikidata |
|        | Rentador de ca l’Esteve              | Granollers | safareig     |         | 41° 34′ 51″ N, 2° 16′ 45″ E / 41.5808°N,2.27912°E ca:Sector sud del terme municipal. Barri de Junyent (Palou).               |           |                     | Modifica les dades a Wikidata |
|        | Rentador de can Giró                 | Granollers | safareig     |         | 41° 35′ 02″ N, 2° 16′ 45″ E / 41.5839°N,2.27906°E ca:Sector sud del terme municipal. Barri de can Giró (Palou).              |           |                     | Modifica les dades a Wikidata |
|        | Rentador del camp de futbol de Palou | Granollers | safareig     |         | 41° 35′ 07″ N, 2° 16′ 42″ E / 41.58539°N,2.27841°E ca:Sector sud del terme municipal, al costat del camp de futbol de Palou. |           |                     | Modifica les dades a Wikidata |

## serra
| imatge | Nom              | Ubicat a                      | instància de | Detalls | coordenades                                                         | Protecció | Commons (més fotos) | Dades a WD                    |
| ------ | ---------------- | ----------------------------- | ------------ | ------- | ------------------------------------------------------------------- | --------- | ------------------- | ----------------------------- |
|        | serra de Llevant | Granollers la Roca del Vallès | serra        |         | 41° 35′ 32″ N, 2° 17′ 44″ E / 41.59236111°N,2.29555556°E 179.2 msnm |           |                     | Modifica les dades a Wikidata |
|        | serra de Ponent  | Granollers                    | serra        |         | 41° 36′ 03″ N, 2° 16′ 15″ E / 41.600735°N,2.27078333°E              |           |                     | Modifica les dades a Wikidata |

## torre d'aigua
| imatge | Nom                                           | Ubicat a   | instància de  | Detalls      | coordenades | Protecció | Commons (més fotos) | Dades a WD                    |
| ------ | --------------------------------------------- | ---------- | ------------- | ------------ | --- | --------- | ------------------- | ----------------------------- |
|        | Torre d'aigua de la plaça Maluquer i Salvador | Granollers | torre d'aigua | 1877         | 41° 36′ 32″ N, 2° 17′ 20″ E / 41.60882°N,2.28888°E 41° 36′ 32″ N, 2° 17′ 20″ E / 41.60879898071289°N,2.2888829708099365°E ca:Plaça de Maluquer i Salvador ca:Plaça Maluquer i Salvador |           |                     | Modifica les dades a Wikidata |
|        | Torre d'aigua de la plaça de la Corona        | Granollers | torre d'aigua | 19th century | 41° 36′ 21″ N, 2° 17′ 18″ E / 41.6057777°N,2.2882574°E 41° 36′ 21″ N, 2° 17′ 18″ E / 41.60574722290039°N,2.2883989810943604°E ca:Plaça de la Corona, s/n ca:Plaça de la Corona         |           |                     | Modifica les dades a Wikidata |

## xemeneia de fàbrica
| imatge | Nom                                  | Ubicat a   | instància de        | Detalls      | coordenades | Protecció                    | Commons (més fotos)  | Dades a WD                    |
| ------ | ------------------------------------ | ---------- | ------------------- | ------------ | --- | ---------------------------- | -------------------- | ----------------------------- |
|        | Xemeneies de la Fàbrica Torras       | Granollers | xemeneia de fàbrica |              | 41° 36′ 23″ N, 2° 17′ 31″ E / 41.606291123839°N,2.2918429970741°E ca:Rambla Josep Tarradellas (sector nord)                              | bé amb protecció urbanística |                      | Modifica les dades a Wikidata |
|        | xemeneia de la Serradora Gibert      | Granollers | xemeneia de fàbrica | 20th century | 41° 36′ 33″ N, 2° 17′ 34″ E / 41.60903°N,2.2927°E ca:Passatge entre el carrer de l'Enginyer i el carrer Bruniquer, vora la via del tren. |                              |                      | Modifica les dades a Wikidata |
|        | xemeneia de la fàbrica Isidre Comas  | Granollers | xemeneia de fàbrica |              | 41° 36′ 22″ N, 2° 17′ 07″ E / 41.606168283464°N,2.2853600978851°E ca:Plaça de can Comas, s/n.                                            |                              | Fàbrica Isidre Comas | Modifica les dades a Wikidata |
|        | xemeneia de la fàbrica Roca Umbert   | Granollers | xemeneia de fàbrica |              | 41° 36′ 08″ N, 2° 17′ 05″ E / 41.6023°N,2.28481°E ca:Fàbrica Roca Umbert. Avinguda Prat de la Riba, 75.                                  |                              |                      | Modifica les dades a Wikidata |
|        | xemeneia de les fàbriques de la Font | Granollers | xemeneia de fàbrica |              | 41° 36′ 48″ N, 2° 17′ 20″ E / 41.61345°N,2.28895°E                                                                                       |                              |                      | Modifica les dades a Wikidata |

## Misc
| imatge | Nom                                             | Ubicat a   | instància de                                                                   | Detalls                                                                | coordenades | Protecció                                            | Commons (més fotos)              | Dades a WD                    |
| ------ | ----------------------------------------------- | ---------- | ------------------------------------------------------------------------------ | ---------------------------------------------------------------------- | --- | ---------------------------------------------------- | -------------------------------- | ----------------------------- |
|        | Camí Ral / Camí de Barcelona                    | Granollers | camí reial                                                                     |                                                                        | 41° 35′ 20″ N, 2° 16′ 57″ E / 41.5888981°N,2.282532°E ca:Camí Ral; carrer de Barcelona; carrer de Corró                                                                       |                                                      |                                  | Modifica les dades a Wikidata |
|        | Cementiri Municipal / Cementiri Nou             | Granollers | sepultura cementiri                                                            | 1894                                                                   | 41° 36′ 29″ N, 2° 17′ 57″ E / 41.60818862915039°N,2.299222946166992°E 41° 36′ 33″ N, 2° 17′ 59″ E / 41.6090868°N,2.2996156°E ca:Camí del Cementiri ca:Camí del Cementiri, s/n |                                                      |                                  | Modifica les dades a Wikidata |
|        | Granollers                                      | Granollers | entitat singular de població capital municipal ens local històric de Catalunya | 63897 hab                                                              | 41° 36′ 29″ N, 2° 17′ 16″ E / 41.60797°N,2.28773°E 145 msnm |                                                      |                                  | Modifica les dades a Wikidata |
|        | Mina de can Giró                                | Granollers | mina                                                                           |                                                                        | 41° 34′ 56″ N, 2° 16′ 45″ E / 41.58217°N,2.27912°E ca:Sector sud del terme municipal (Palou).                                                                                 |                                                      |                                  | Modifica les dades a Wikidata |
|        | Monument a Jacint Verdaguer                     | Granollers | font monument                                                                  | 1955 Alt: 172cm Dedicat a: Jacint Verdaguer i Santaló                  | 41° 36′ 52″ N, 2° 17′ 25″ E / 41.61441666666666°N,2.2903055555555554°E ca:Plaça de Jacint Verdaguer, s/n.                                                                     |                                                      | A Jacint Verdaguer (Granollers)  | Modifica les dades a Wikidata |
|        | Recinte emmurallat de Granollers                | Granollers | muralla urbana                                                                 |                                                                        | 41° 36′ 32″ N, 2° 17′ 17″ E / 41.608916°N,2.287918°E ca:Corredor de la Constància, carrer de Jaume Camp, corredor de Sant Cristòfol.                                          | bé cultural d'interès nacional bé d'interès cultural | City walls of Granollers         | Modifica les dades a Wikidata |
|        | Teatre Auditori de Granollers                   | Granollers | edifici públic edifici                                                         | 2002                                                                   | 41° 36′ 40″ N, 2° 17′ 13″ E / 41.61102294921875°N,2.286817789077759°E ca:Carrer de Josep Torras i Bages, 50                                                                   |                                                      |                                  | Modifica les dades a Wikidata |
|        | Torre de Can Casaca                             | Granollers | torre de telegrafia òptica                                                     | 19th century Alt: 10m                                                  | 41° 36′ 01″ N, 2° 16′ 17″ E / 41.600383°N,2.271488°E ca:Camí de Can Casaca 204 msnm                                                                                           | bé cultural d'interès local                          | Torre de Can Casaca              | Modifica les dades a Wikidata |
|        | Torre de Pinós                                  | Granollers | torre de sentinella                                                            | 14th century Alt: 10m                                                  | 41° 36′ 50″ N, 2° 17′ 59″ E / 41.613991°N,2.299688°E ca:Ctra. de Cardedeu, a 300 m de l'Hospital de Granollers 200 msnm                                                       | bé cultural d'interès nacional bé d'interès cultural | Torre de Pinós                   | Modifica les dades a Wikidata |
|        | Torre de les Aigües                             | Granollers | casa forta                                                                     | Estil: arquitectura del Renaixement                                    | 41° 35′ 19″ N, 2° 16′ 47″ E / 41.588577°N,2.279849°E ca:Camí de la Torre de les Aigües, s/n (Palou)                                                                           | bé d'interès cultural bé cultural d'interès nacional | Torre de les Aigües (Granollers) | Modifica les dades a Wikidata |
|        | adoberia de Granollers                          | Granollers | adoberia                                                                       |                                                                        | 41° 36′ 27″ N, 2° 17′ 11″ E / 41.6075°N,2.28639°E ca:Pl. de l'Església, 7 143 msnm                                                                                            |                                                      | Adoberia d'en Ginebreda          | Modifica les dades a Wikidata |
|        | ajuntament de Granollers                        | Granollers | casa consistorial                                                              | Arquitecte: Simó Cordomí i Carrera Estil: arquitectura eclèctica 1900s | 41° 36′ 29″ N, 2° 17′ 14″ E / 41.608165°N,2.287278°E ca:Plaça de la Porxada, 6                                                                                                | bé cultural d'interès local                          | Granollers town hall building    | Modifica les dades a Wikidata |
|        | convent de Sant Francesc de Paula de Granollers | Granollers | convent                                                                        | Estil: neoclassicisme 1578                                             | 41° 36′ 33″ N, 2° 17′ 17″ E / 41.6092°N,2.28795°E ca:Espí i Grau, 1 | bé cultural d'interès local                          | Casa de Cultura Sant Francesc    | Modifica les dades a Wikidata |
|        | església parroquial de Sant Julià               | Palou      | església parroquial                                                            | Estil: arquitectura gòtica 16th century                                | 41° 35′ 11″ N, 2° 16′ 43″ E / 41.586457°N,2.278555°E ca:Plaça del Canonge Josep Oliveras, 1                                                                                   | bé cultural d'interès local                          | Sant Julià de Palou              | Modifica les dades a Wikidata |
|        | estàtua-menhir de Ca l'Estrada                  | Granollers | estàtua-menhir                                                                 |                                                                        | 41° 36′ 25″ N, 2° 17′ 19″ E / 41.607°N,2.2885°E Museu de Granollers |                                                      |                                  | Modifica les dades a Wikidata |
|        | passeig del Doctor Francesc Fàbregas            | Granollers | passeig conjunt d'edificis                                                     | 20th century                                                           | 41° 35′ 11″ N, 2° 16′ 55″ E / 41.5863022°N,2.2818445°E ca:Passeig del Dr. Francesc Fàbregas (Palou)                                                                           |                                                      |                                  | Modifica les dades a Wikidata |
|        | sínia i rentadors de Can Mayol                  | Granollers | sínia safareig conjunt d'edificis                                              | 1883                                                                   | 41° 35′ 08″ N, 2° 16′ 48″ E / 41.58558°N,2.27993°E ca:Sector sud del terme municipal. Barri de can Mayol (Palou).                                                             |                                                      |                                  | Modifica les dades a Wikidata |